# ويسكونسن
ويسوكنسن أو وِسكُنسِن (بالإنجليزية: Wisconsin)‏ ولاية من الولايات المتحدة تقع في شمال وسط البلاد، في منطقتي الغرب الأوسط والبحيرات العظمى. تحدها مينيسوتا غرباً، وأيوا إلى الجنوب الغربي، وإلينوي جنوباً، وبحيرة ميشيغان شرقاً، وولاية ميشيغان إلى الشمال الشرقي، وبحيرة سوبيريور إلى الشمال. ويسكونسن هي الولاية الثالثة والعشرون من حيث المساحة والعشرون من حيث عدد السكان في البلاد. عاصمتها ماديسون، وأكبر مدنها ميلووكي الواقعة على الشاطئ الغربي لبحيرة ميشيغان. تنقسم الولاية إلى 72 مقاطعة.
جغرافيا ويسكونسن متنوعة، بالمرتفعات الشمالية والمرتفعات الغربية إلى جانب جزء من السهل الأوسط الذي يحتل الجزء الغربي من الولاية وامتداد الأراضي المنخفضة إلى ضفة بحيرة ميشيغان. ولاية ويسكونسن في المرتبة الثانية بعد ميشيغان في طول ساحلها على البحيرات العظمى.
ويسكونسن معروفة بأنها «أرض الألبان في أميركا» كونها أحد رواد منتجي الألبان في البلاد، وتشتهر خصوصاً بالجبن. التصنيع، وخاصة المنتجات الورقية، وتكنولوجيا المعلومات، والسياحة هي أيضا من المساهمين الرئيسيين في اقتصاد الولاية.

## أصل الاسم
جاءت كلمة ويسكونسن من الاسم الذي يطلق على نهر ويسكونسن من قبل إحدى مجموعات السكان الأصليين الناطقين بالألغونكية وكانوا يعيشون في المنطقة في زمن الاتصال الاوروبي. كان المستكشف الفرنسي جاك ماركيت أول أوروبي يصل إلى نهر ويسكونسن، وسمى النهر إثر بلوغه إياه سنة 1673 Meskousing في صحيفته. غير الكتاب الفرنسيون اللاحقون تهجئة الاسم من Meskousing إلى Ouisconsin، وبمرور الوقت أصبح هذا الاسم يطلق على نهر ويسكونسن والأراضي المحيطة به. نكلز المتحدثون باللغة بالإنجليزية إملاء الاسم من Ouisconsin إلى Wisconsin عندما بدأوا يتوافدون عليها بأعداد كبيرة خلال أوائل القرن التاسع عشر. جعل المجلس التشريعي لإقليم ويسكونسن من التهجئة الحالية رسمية في عام 1845.
كلمة الألغونكية عن ويسكونسن ومعناها الأصلي غامضان. تختلف التفسيرات، ولكن معظمها يشير إلى النهر والحجر الرملي الأحمر الذي يخط ضفتيه. ترى إحدى النظريات الرائدة أن الاسم نشأ كلمة "Meskonsing" بلغة ميامي إلينوي، ومعناها «انها تطرح الأحمر»، في إشارة إلى تدقف نهر ويسكونسن عبر الحجر الرملي المحمر لوديان ويسكونسن. من النظريات الأخرى إدعاء بأن اسم نشأ من أحد من مجموعة متنوعة من كلمات الأجيبوي تعني «مكان الحجر الأحمر»، «حيث تتجمع المياه»، أو «الصخرة العظيمة».

## التاريخ

### التاريخ المبكر
كانت ويسكونسن موطن لمجموعة واسعة من الثقافات على مدى 12000 سنة مضت. وصل أوئل البشر حوالي سنة 10,000 قبل الميلاد خلال الغمر الجليدي ويسكونسن. يسمى هؤلاء السكان الأوئل هنود الباليو، اصطادوا حيوانات العصر الجليدي المنقرضة الآن مثل صناجة بواز، وقد اكتشفت هيكل عظمي لصناجة يعود لما قبل التاريخ إلى جانب رؤوس رماح في جنوب غرب ويسكونسن. بعد انتهاء العصر الجليدي حوالي 8000 قبل الميلاد، اعتاش أناس ما بعد العصر القديم على صيد الحيوانات والأسماك، وجمع الغذاء من النباتات البرية. ظهرت المجتمعات الزراعية تدريجياً خلال عصر الغابات بين 1000 قبل الميلاد و 1000 م. كانت ويسكونسن في نهاية هذه الفترة معقل «ثقافة تل الدمى»، التي بنت آلاف التلال على شكل حيوانات عبر المشهد الطبيعي. لاحقاً، بين عامي 1000م و 1500 م، بنت ثقافتا المسيسبي والأونيوتا مستوطنات كبيرة شملت قرية محصنة في أزتلان جنوب شرقي ويسكونسن. قد يكون الأونيوتا أسلاف قبيلتي أياوي وهو تشانك الحديثين اللتان تقاسمتا منطقة ويسكونسن مع المينومينيه زمن الاتصال الأوروبي. ومن مجموعات السكان الأصليين الأخرى التي عاشت في ويسكونسن عند استيطان الأوروبيون الأوائل أجيبوي وسوك وفوكس وكيكابو وبوتاواتومي، وقد هاجروا إلى ويسكونسن من الشرق ما بين عامي 1500م و 1700م.

### الاستيطان الأوروبي
من المرجح أن المستكشف الفرنسي جان نيكوليه كان أول أوروبي يزور ما أصبح ويسكونسن. جذف بالكانو غرباً من الخليج الجورجي عبر البحيرات العظمى في عام 1634، ويفترض تقليدياً انه نزل عند الضفة في رد بانكس بالقرب غرين باي. زار بيير راديسون وميدار دو غروزييه غرين باي مرة أخرى في 1654-1666 وخليج شكوامغون في 1659-1660، حيث تاجروا بالفراء مع الهنود المحليين. في 1673، أصبح جاك ماركيت ولويس جوليت أول من يقوم برحلة عبر معبر فوكس ويسكونسن المائي على طول الطريق إلى نهر المسيسبي قرب برايري دو شين. استمر فرنسيون مثل نيكولا بيرو بالتجول في تجارتهم بالفراء في أنحاء ويسكونسن خلال القرنين السابع عشر والثامن عشر، إلا أن الفرنسيين لم يقيموا مستوطنات دائمة في ويسكونسن قبل تمكن بريطانيا العظمى من الاستيلاء على المنطقة بعد الحرب الفرنسية والهندية سنة 1763. ومع ذلك، واصل التجار الفرنسيون العمل في المنطقة بعد الحرب، وبعضهم حينها بدأً من شارل ميشيل دو لنغلاد في 1764، استقروا في ويسكونسن بشكل دائم بدلاً من العودة إلى كندا تحت الحكم البريطاني.
سيطر البريطانيون تدريجياً على ويسكونسن خلال الحرب الفرنسية والهندية، واستولوا على غرين باي سنة 1761 وسيطروا على كل من ويسكونسن في سنة 1763. وعلى غرار الفرنسيين، اهتم البريطانيون بتجارة الفراء. حدث واقعة مهمة في صناعة الاتجار بالفراء في ويسكونسن في عام 1791، عندما أسس اثنين من الأمريكيين الأفارقة الأحرار موقعاً تجارياً للفراء عند قبيلة مينومينيه في بلدة مارينيت الحالية. وصل أوائل المستوطنون الدائمون ومعظمهم من الكنديين الفرنسيين، بعض الأنجلو-نيو إنغلاند وعدد قليل من الأمريكيين المحررين من أصل أفريقي إلى ويسكونسن حين كانت تحت السيطرة البريطانية. من المسلم به عموماً أن شارل ميشيل دي لنغلاد كان المستوطن الأول، وإقام مركزاً تجارياً في غرين باي عام 1745، وانتقل هنالك بشكل دائم سنة 1764. بدأ الاستيطان في برايري دو شين حوالي العام 1781. أشار السكان الفرنسيون في موقع الاتجار في ما هو الآن غرين باي للبلدة باسم "La Baye"، ولكن تجار الفراء البريطانيين أشاروا لها باسم «غرين باي»، لأن الماء والضفاف تكتسي بالخضار في أوائل الربيع. وقد تلاشى تدريجياً الاسم الفرنسي القديم، وظل الاسم البريطاني «غرين باي» في نهاية المطاف. لم يمارس الحكم البريطاني للمنطقة عملياً أي تأثير سلبي على السكان الفرنسيين لحاجة البريطانيين إلى التعاون مع تجار الفراء الفرنسيين وحاجة تجار الفراء الفرنسيين إلى حسن النية من البريطانيين. خلال فترة الاحتلال الفرنسي للمنطقة كانت تراخيص تجارة الفراء تصدر نادراً ولمجموعة محددة من التجار فقط، في حين أن بريطانيين، في محاولة لجني أكثر ما يمكن من المال من المنطقة، أصدروا تراخيص تجارة الفراء بحرية لكل من السكان البريطانيين والفرنسيين. بلغت تجارة الفراء في ما هو الآن ويسكونسن ذروتها في ظل الحكم البريطاني، كما أنشأت أول مزرعة اكتفاء ذاتي في الولاية. من سنة 1763 حتى 1780، كانت غرين باي مجتمعاً مزدهراً ينتج غذاءه، ويبني بيوتاً جميلة ويقيم الرقصات والمهرجانات.

### الإقليم الأمريكي
أصبحت ويسكونسن أراضي تتبع الولايات المتحدة في عام 1783 بعد حرب الاستقلال الأمريكية. ولكن السيطرة البريطانية ظلت حتى بعد حرب عام 1812، التي أسفرت أخيراً عن إقامة الوجود الأميركي في المنطقة. تحت السيطرة الأمريكية، تحول اقتصاد الإقليم من تجارة الفراء إلى أن يكون التعدين في المقدمة. احتذب احتمال الثروة المعدنية السهلة المهاجرين من أنحاء الولايات المتحدة وأوروبا إلى مناجم الرصاص الواقعة في منرال بوينت ودودجفيل والمناطق القريبة منهما. وجدت بعض عمال المناجم المأوى في ثقوب حفروه وفلقبوا ب«الأغرة»، جاءت منها لقب ويسكونسن «ولاية الغرير». أثار التدفق المفاجئ لعمال المناجم البيض التوترات مع السكان الأمريكيين الأصليين. توجت حرب ونيباغو سنة 1827 وحرب بلاك هوك سنة 1832 ترحيل الهنود الحمر القسري من معظم أنحاء الولاية.
بعد هذه الصراعات، تم إنشاء إقليم ويسكونسن بموجب قرار من الكونغرس الأمريكي في 20 أبريل 1836. وبحلول خريف ذلك العام، أفضل بساتين البراري في المقاطعات المحيطة بما يعرف الآن ميلووكي احتلت قبل مزارعين من ولايات نيو انغلند.

### الولاية

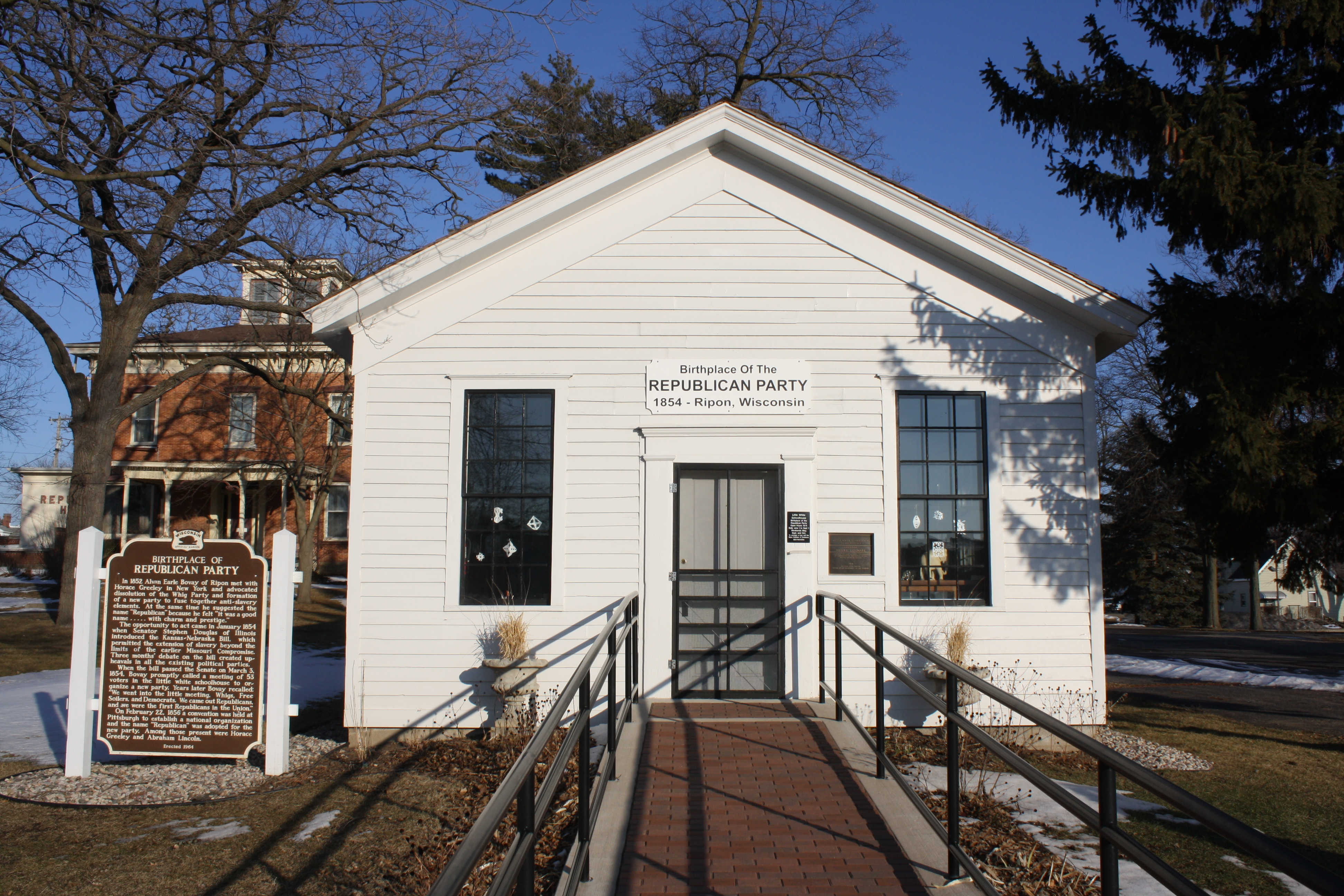
مدرسة من فصل واحد في مدينة ريبون حيث عقد الاجتماع الأول للحزب الجمهوري عام 1854

سهلت قناة إيري سفر كل من المستوطنين اليانكي والمهاجرين الأوروبيين إلى إقليم ويسكونسن. احتل اليانكيز من نيو انغلند وشمال ولاية نيويورك مركزاً مهيمناً في القانون والسياسة وتبنوا سياسات تهميش لسكان المنطقة الأصليين والسكان من الكنديين الفرنسيين. كما استثمر اليانكيز في العقارات وخططوا البلدات مثل راسين، بلويت، برلنغتون، وجينسفيل، وأنشؤا المدارس، ومؤسسات مدنية، وكنائس أبرشانية. في الوقت نفسه، استوطن العديد من الألمان والإيرلنديون النرويجيون وغيرهم من المهاجرين في البلدات والمزارع في أنحاء الإقليم، وأنشأت مؤسسات كاثوليكية ولوثرية.
سمح تزايد عدد السكان لويسكونسن لأن تتحول إلى ولاية في 29 مايو 1848، لتكون الولاية الثلاثين. بين عامي 1840 و1850، تضخم عدد سكان ولاية ويسكونسن من غير الهنود من 31,000 إلى 305,000. أكثر من ثلث السكان (110500) ولد بالخارج، منهم 38,000 ألمان، 28,000 مهاجرون بريطانيون من انكلترا واسكتلندا وويلز، و21،000 الايرلندي. وثلث آخر (103,000) يانكيز من نيو انغلند وغرب ولاية نيويورك. فقط حوالي 63,000 من السكان في عام 1850 كانوا مولدين في ويسكونسن.
الديمقراطي نلسون ديوي هو أول حكام ولاية ويسكونسن. ولد في لبانون، كونيتيكت، عاشت عائلة والد ديوي في نيو انغلند منذ سنة 1633، بقدوم سلفهم توماس دو إلى لأمريكا من مقاطعة كنت، انكلترا. أشرف ديوي على الانتقال من الإقليمية إلى حكومة الولاية الجديدة. شجع تطوير البنية التحتية للولاية، وخاصة بناء الطرق الجديدة والسكك الحديدية، والقنوات، والموانئ، فضلا عن تحسين نهري فوكس ويسكونسن. أثناء إدارته، تم تأسيس هيئة الأشغال العامة. كان ديوي من دعاة إلغاء العبودية والأول من العديد من حكام ولاية ويسكونسن في الوقود ضد انتشار العبودية في الولايات والأقاليم الجديدة. منزل ديوي بني بالقرب كاسفيل هو الآن متنزه ولائي.

### الحرب الأهلية

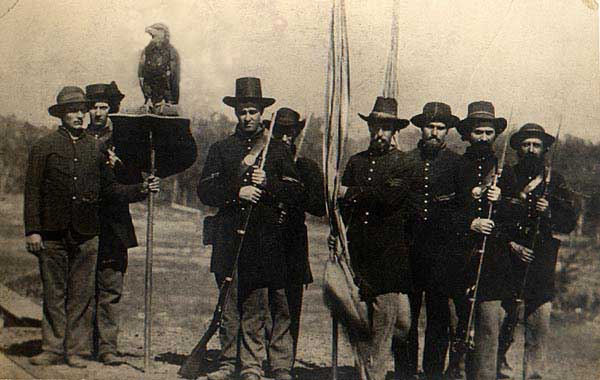
فرقة مشاة من ويسكونسن خلال الحرب الأهلية عام 1863

تم تحديد سياسات ولاية ويسكونسن المبكرة في نقاش وطني موسع حول العبودية في الولايات المتحدة. أصبحت ويسكونسن الولاية الحرة منذ تأسيسها، مركزاً شمالياً لدعاة إلغاء العبودية. أصبح النقاش حاداً خاصة في عام 1854 بعد أن تم القبض على جوشوا غلوفر، وهو عبد هارب من ميزوري، ألقي عليه القبض في راسين. تم وضع غلوفر تحت قانون الرقيق الهارب الاتحادي، ولكن جموعاً من دعاة إلغاء العبودية اقتحمت السجن حيث يعتقل غلوفر وساعدوه على الهرب إلى كندا. في محاكمة الناجمة عن الحادث، أعلنت محكمة ويسكونسن العليا في نهاية المطاف أن قانون الرقيق الهارب غير دستوري. الحزب الجمهوري، الذي تأسس في 20 مارس 1854، من قبل نشطاء التوسع في مكافحة الرق في ريبون، ويسكونسن، نمى حتى هيمن على سياسة الولاية في أعقاب هذه الأحداث. خلال الحرب الأهلية، قاتل حوالي 91,000 جندي من ويسكونسن في صفوف قوات الاتحاد.

### التقدم الاقتصادي
تنوع اقتصاد ويسكونسن أيضاً خلال السنوات الأولى من قيام الولاية. بينما تضاءل تعدين الرصاص، أصبحت الزراعة مهنة رئيسية في النصف الجنوبي من الولاية. وقد تم بناء السكك الحديدية في أنحاء الولاية للمساعدة في نقل الحبوب إلى الأسواق، وصناعات مثل "J.I. Case & Company" التي تأسست في راسين لصناعة المعدات الزراعية. أصبحت ويسكونسن لفترة وجيزة أحد رواد منتجي القمح في البلاد خلال الستينات القرن التاسع عشر. وفي الوقت نفسه، هيمنت صناعة الخشب في قطاعات ويسكونسن الشمالية كثيفة الغابات، فنشأت المناشر في مدن مثل لاكروس، أو كلير، واوسو. كان لهذه الأنشطة الاقتصادية عواقب بيئية وخيمة. فبحلول نهاية القرن التاسع عشر، كانت الزراعة المكثفة قد دمرت خصوبة التربة، وجرد قطع الاخشاب أغلب الولاية من غاباتها. وأدت هذه الظروف بزراعة القمح وصناعة الخشب إلى الانحدار السريع.
بدأ من تسعينات القرن التاسع عشر، تحول المزارعون في ويسكونسن من القمح إلى إنتاج الألبان من أجل استفادة أكثر استدامة وربحية من أراضيهم. حمل كثير من المهاجرين تقاليد صناعة الجبن، وإلى جانب جغرافية الولاية الملائمة وبحوث ستيفن بابكوك في مجال الألبان في جامعة ويسكونسن، ساعد ذلك الولاية على بناء سمعة باعتبارها «أرض الألبان الأميركية». في ذات الوقت، ساعد أنصار الحفاظ على البيئة ومنهم ألدو ليوبولد في إعادة تشجير غابات الولاية خلال أوائل القرن العشرون، مما يمهد الطريق لصناعة أخشاب وورق أكثر تجدداً وفضلا عن ترويج للسياحة الترفيهية في الغابات الشمالية. كما ازدهرت الصناعات التحويلية في ويسكونسن أوائل القرن العشرين، مدفوعة بقوة عاملة مهاجرة هائلة قادمة من أوروبا. وتراوحت الصناعات في المدن مثل ميلووكي من صنع الجعة وتجهيز الأغذية إلى إنتاج الآلات الثقيلة وصنع المعدات، ما جعل ويسكونسن في المرتبة الثامنة بين الولايات الأمريكية من حيث قيمة المنتج الإجمالية عام 1910.

### القرن العشرون

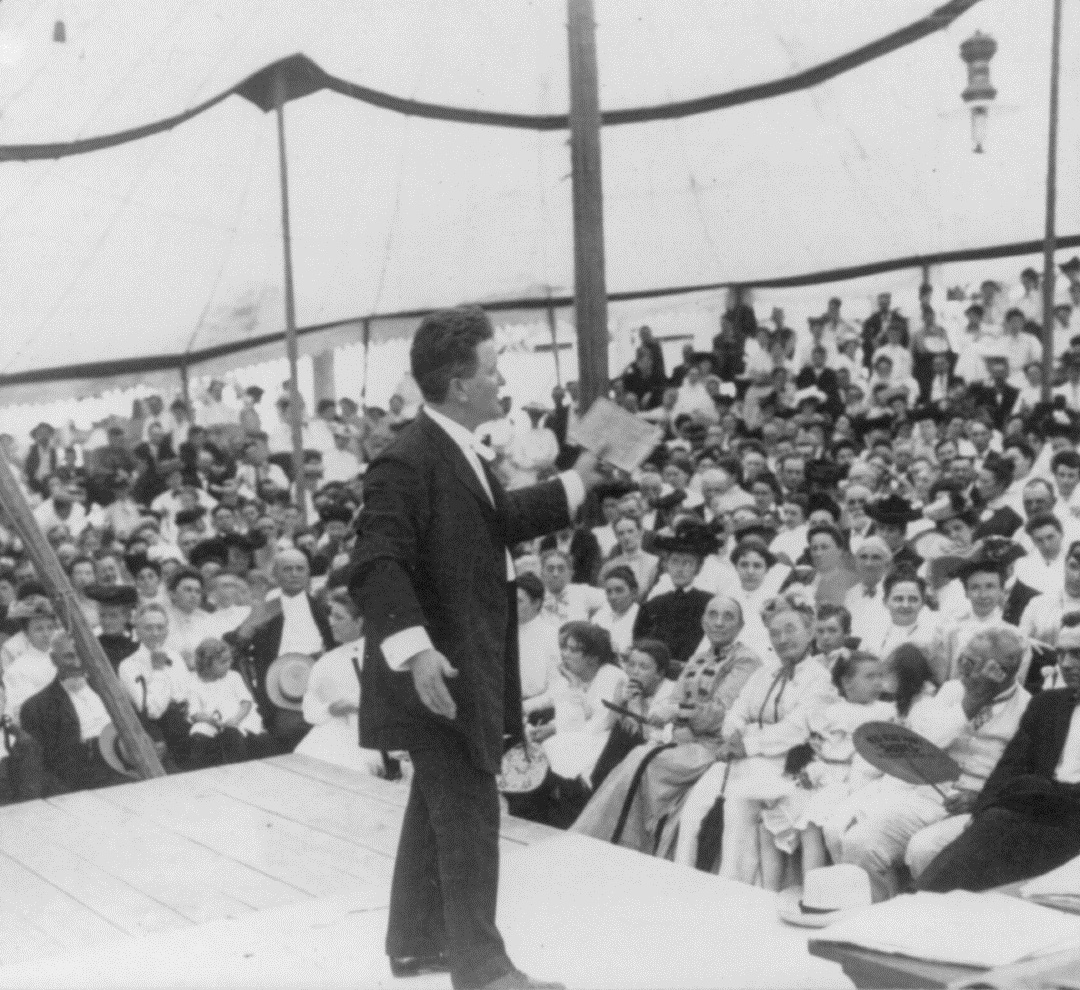
حاكم ويسكونسن روبرت ماريون لا فوليت يلقي خطابًا في عام 1905

ميز أوائل القرن العشرون أيضاً ظهور السياسة التقدمية التي ساندها حاكم الولاية روبرت لا فولت. بين عامي 1901 و 1914، سن الجمهوريون التقدميون في ويسكونسن أول نظام انتخابات تمهيدية شامل على مستوى الولاية في البلاد، وأول قانون فعال للتعويض عن إصابات العمل، وأول ضريبة دخل ولائية، جاعلين إيها تتناسب مع الأرباح الفعلية. كما شجعت سياسة فكرة ويسكونسن التقدمية توسع جامعة ويسكونسن على مستوى الولاية من خلال نظام توسع الجامعة في هذا الوقت. لاحقاً، ساعد أستاذا الاقتصاد في جامعة ويسكونسن جون كومونس وهارولد غروفس ويسكونسن بإنشاء أول برنامج لتعويضات البطالة في الولايات المتحدة عام 1932.
في بٌعيد الحرب العالمية الثانية، انقسم مواطنو ويسكونسن بشأن قضايا مثل إنشاء الأمم المتحدة، ودعم استرداد أوروبا لعافيتها، وتنامي قوة الاتحاد السوفياتي. ولكن، عندما انقسمت أوروبا إلى معسكرين شيوعي ورأسمالي وإضافة إلى نجاح الثورة الشيوعية في الصين عام 1949، بدأ الرأي العام بالتحرك نحو مساندة حماية الديمقراطية والرأسمالية ضد التوسع الشيوعي.
شاركت ويسكونسن في عدة حركات تطرف سياسي من منتصف القرن العشرون حتى أواخره، بدءاً من حملات السيناتور جوزيف مكارثي المعادية للشيوعية في الخمسينات إلى الاحتجاجات الراديكالية المناهضة للحرب في جامعة ويسكونسن ماديسون التي بلغت ذروتها بتفجير قاعة ستيرلنغ في أغسطس 1970. أصبحت الولاية رائدة في مجال إصلاح نظام الرعاية الاجتماعية في ظل الحاكم الجمهوري تومي تومسون خلال التسعينات . كما شهد اقتصاد الولاية مزيداً من التحولات قبيل نهاية القرن العشرين، مع تراجع الصناعات الثقيلة والصناعات التحويلية لصالح اقتصاد الخدمات الطبية والتعليمية والزراعية والسياحية.
تمت تسميت اثنين من البوارج البحرية الأمريكية على اسم الولاية، وهما BB-9 و BB-64.

## الجغرافيا

يمكن تقسيم ويسكونسن إلى تلك المناطق الجغرافية الخمس

يحد ويسكونسن شمالاً نهر مونتريال وبحيرة سوبيريور وولاية ميشيغان. ومن الشرق بحيرة ميشيغان؛ ومن الجنوب إلينوي. ومن الجنوب الغربي أيوا، ومن الشمال الغربي مينيسوتا. تم تسوية خلاف حدودي مع ميشيغان في قضيتين عرفتا باسم ويسكونسن ضد ميشيغان في عامي 1934 و 1935. وتشمل حدود الولاية نهري المسيسبي وسانت كروا في الغرب، ونهر مينوميني في الشمال الشرقي.
منحها موقعها بين منطقة البحيرات العظمى ونهر المسيسبي، لأن تكون موطن لمجموعة واسعة من الميزات الجغرافية. تنقسم الولاية إلى خمس مناطق متميزة. في الشمال، تحتل أرض بحيرة سوبيريور المنخفضة حزاماً من الأرض على طول بحيرة سوبيريور. إلى الجنوب مباشرة، المرتفعات الشمالية بها أخشاب صلبة ضخمة مختلطة وغابات صنوبرية منها 1500000 فدان (6100 كم2) غابة شكوامغون نيكوليه الوطنية، فضلا عن آلاف البحيرات الجليدية، وتيمز هيل أعلى نقطة في الولاية. في وسط الولاية، السهول الوسطى لديها بعض تشكيلات الحجر الرملي الفريدة من نوعها مثل وديان نهر ويسكونسن الصغيرة، بالإضافة إلى أراضٍ زراعية غنية. منطقة النتوءات الجبلية والأرضي المنخفضة الشرقية في الجنوب الشرقي وهي موطن للعديد من كبريات مدن ويسكونسن. وتشمل النتوءات الجبلية جرف نياغارا الممتد من ولاية نيويورك، وجرف النهر الأسود وجرف ماغنسيان.
القاعدة الصخرية لجرف نياغارا هي من الدولوميت، في حين أن التنوءين الجبليين الأقصر لهما قاعدة صخرية من الحجر الجيري. في الجنوب الغربي، المرتفعات الغربية ذات التضاريس الوعرة مع مزيج من الغابات والأراضي الزراعية، منها العديد النتوءات الصخرية على نهر المسيسبي. هذه المنطقة هي جزء من منطقة دريفتلس، التي تضم أيضا أجزاء من ولايات أيوا وإلينوي ومينيسوتا. لم تغطي المثالج هذه المنطقة خلال العصر الجليدي الأخير حقبة الغمر الجليدي ويسكونسن. وبوجه عام، تغطي الغابات 46٪ من مساحة أرض ويسكونسن. لدى مقاطعة لانغلاد تربة نادراً ما وجدت خارج المقاطعة تسمى تربة أنتيغو الطفالية الغرينية.
تشمل المناطق الواقعة تحت إشراف إدارة المتنزهات الوطنية ما يلي:
- ضفاف البحيرة الوطنية على جزر أبوستل على طول بحيرة سوبيريور
- ممر العصر الجليدي الوطني الخلاب
- ممر شمال البلاد الوطني الخلاب
- مسار نهر سانت كروا الوطني الخلابة

توجد غابة وطنية واحدة تديرها دائرة الغابات الأمريكية في ولاية ويسكونسن، وهي غابة شكوامغون نيكوليه الوطنية.
لدى ولاية ويسكونسن علاقات أخوة ولائية مع ولاية هسن الألمانية، ومحافظة تشيبا اليابانية، وولاية خاليسكو المكسيكية، ومقاطعة هيلونغجيانغ الصينية، ونيكاراغوا.
علامات صعوبة الوصول إلى ويسكونسن، تقع على بعد نحو 15 ميلا (24 كم) جنوب غرب واوسو عند، وتمثل الموقع الأبعد من أي نقطة لا تقع ضمن ولاية ويسكونسن.

### المناخ
تصنف معظم ويسكونسن بأنها ذات مناخ قاري رطب دافئ الصيف (كوبن Dfb)، في حين تصنف الأجزاء الجنوبية والجنوبية الغربية بأنها ذات مناخ قاري رطب ساخن الصيف (كوبن Dfa). كانت أعلى درجة حرارة سجلت في الولاية في وديان ويسكونسن الصغيرة، في 13 يوليو عام 1936، حيث بلغت 114 درجة فهرنهايت (46 درجة مئوية). وكانت أدنى درجة حرارة سجلت في ويسكونسن في قرية كوديراي، حيث بلغت -55 درجة فهرنهايت (-48 درجة مئوية) يومي 2 و 4 فبراير 1996. تتلقى ويسكونسن أيضاً كمية كبيرة من الثلوج في المتوسط حوالي 40 بوصة في الأجزاء الجنوبية وتصل إلى 160 بوصة سنوياً في حزام بحيرة سوبيريور الثلجي كل عام.
| المدينة  | يناير          | فبراير         | مارس         | أبريل        | مايو         | يونيو         | يوليو         | أغسطس         | سبتمبر        | أكتوبر       | نوفمبر       | ديسمبر         |
|          |                |                |              |              |              |               |               |               |               |              |              |                |
| -------- | -------------- | -------------- | ------------ | ------------ | ------------ | ------------- | ------------- | ------------- | ------------- | ------------ | ------------ | -------------- |
| غرين باي | 25/10 (−4/−12) | 29/13 (−2/−11) | 40/23 (5/−5) | 55/35 (13/1) | 67/45 (19/7) | 76/55 (25/13) | 81/59 (27/15) | 79/58 (26/14) | 71/49 (22/10) | 58/38 (14/4) | 43/28 (6/−2) | 30/15 (−1/−9)  |
| هيرلي    | 19/0 (−7/−18)  | 26/4 (-4/−16)  | 36/16 (2/−9) | 49/29 (9/-2) | 65/41 (18/5) | 73/50 (23/10) | 76/56 (25/13) | 75/54 (24/12) | 65/46 (18/8)  | 53/35 (12/2) | 36/22 (2/-6) | 24/8 (-5/−14)  |
| لاكروس   | 26/6 (−3/−14)  | 32/13 (0/−11)  | 45/24 (7/−4) | 60/37 (16/3) | 72/49 (22/9) | 81/58 (27/14) | 85/63 (29/17) | 82/61 (28/16) | 74/52 (23/11) | 61/40 (16/4) | 44/27 (7/−3) | 30/14 (−1/−10) |
| ماديسون  | 27/11 (−3/−12) | 32/15 (0/−9)   | 44/25 (7/−4) | 58/36 (14/2) | 69/46 (21/8) | 79/56 (26/13) | 82/61 (28/16) | 80/59 (27/15) | 73/50 (23/10) | 60/39 (15/3) | 45/28 (7/−2) | 31/16 (−1/−9)  |
| ميلووكي  | 29/16 (−2/−9)  | 33/19 (0/−7)   | 42/28 (6/−2) | 54/37 (12/3) | 65/47 (18/8) | 75/57 (24/14) | 80/64 (27/18) | 79/63 (26/17) | 71/55 (22/13) | 59/43 (15/6) | 46/32 (8/0)  | 33/20 (0/−7)   |
| سوبريور  | 21/2 (−6/−17)  | 26/6 (-3/−14)  | 35/17 (2/−8) | 46/29 (8/-2) | 56/38 (13/3) | 66/47 (19/8)  | 75/56 (24/13) | 74/57 (23/14) | 65/47 (18/8)  | 52/36 (11/2) | 38/23 (3/−5) | 25/9 (−4/−13)  |

## الديموغرافيا

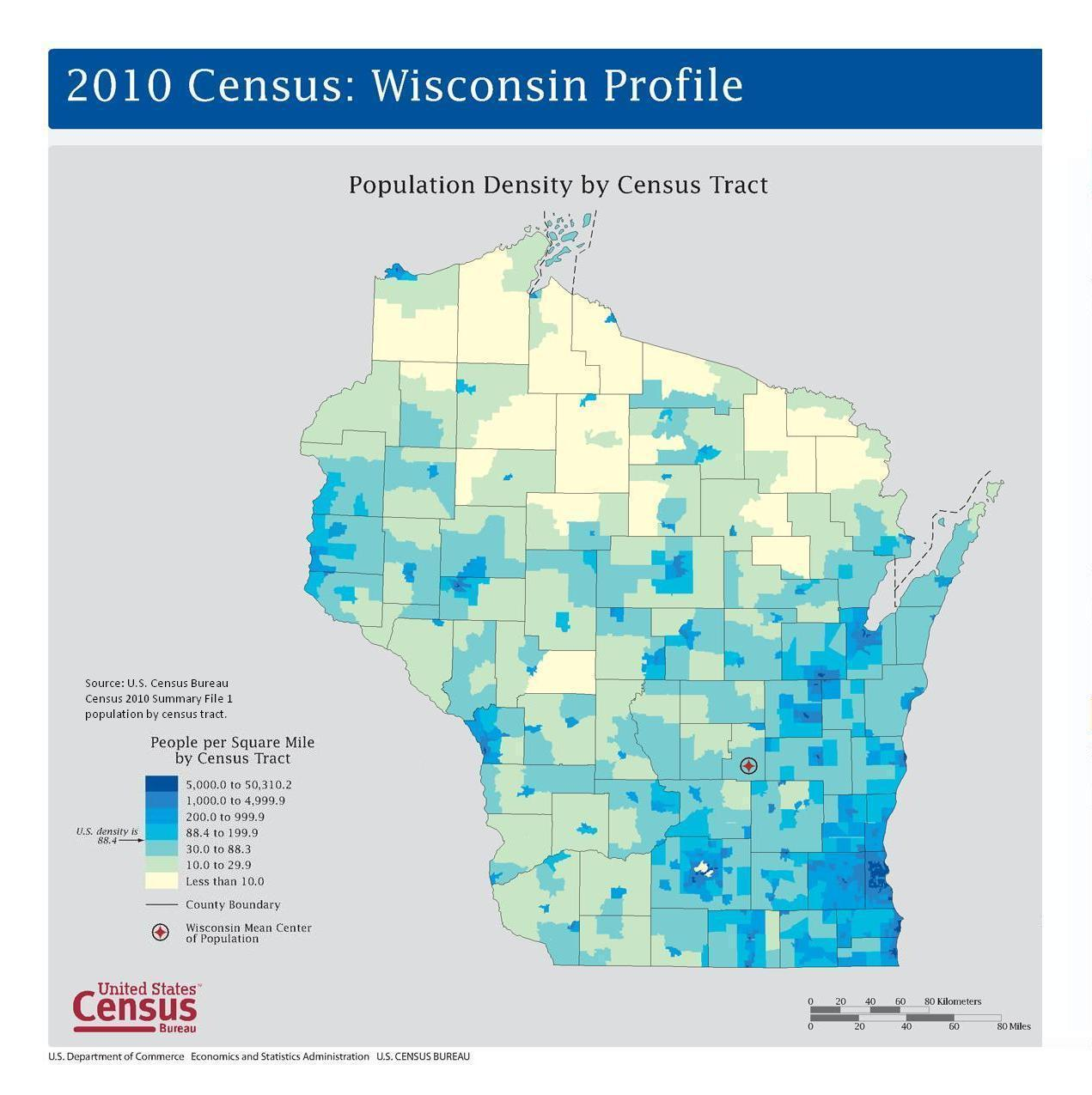
خريطة للكثافة السكانية ويسكونسن في 2010

يقدر مكتب الإحصاء في الأمريكي أن عدد سكان ولاية ويسكونسن كان 5,771,337 في 1 يوليو عام 2015، بارتفاع قدره 1.48٪ عن الإحصاء العام لسكان الولايات المتحدة عام 2010.

### الأعراق
منذ تأسيسها، كانت ولاية ويسكونسن متنوعة عرقياً. بعد فترة تجار الفراء الفرنسيين، كانت الموجة التالية من المستوطنين من عمال المناجم، وكثير منهم كورنيون، وقد استقروا في المنطقة الجنوبية الغربية من الولاية. سيطر «اليانكيز» على الموجة المقبلة، والمهاجرين من أصل إنجليزي من نيو انغلاند وشمال ولاية نيويورك. وسيطروا في سنوات قيام الولاية الأولى على صناعة الولاية الثقيلة والاقتصاد والسياسة والتعليم. بين عامي 1850 و 1900، تبعتهم أعداد كبيرة من المهاجرين الأوروبيين منهم الألمان والاسكندنافيين (أكبرهم النرويجيين)، ومجموعات صغيرة من البلجيكيين والهولنديين والسويسريين والفنلنديين والإيرلنديين والبولنديين والايطاليين واللكسمبرغيين وغيرها. في القرن العشرين، جاءت أعداد كبيرة من المكسيكيين الأمريكيين من أصل أفريقي، واستقرت أساسا في ميلووكي. وبعد نهاية حرب فيتنام جاء تدفق الهمونغ.
وفقا لتعداد عام 2010، كان تكوين العرقي للسكان:
- 86.2٪ أمريكيون بيض (83.3٪ بيض من غير الهسبان، 2.9٪ هسبان بيض)
- 6.3٪ سود أو أمريكيون أفارقة
- 1.0٪ سكان أصليين
- 2.3٪ أمريكيون آسيويون
- 1.8٪ أمريكيون متعددو الأعراق
- 2.4٪ بعض الأعراق الأخرى

وفي العام نفسه، كان 5.9٪ من إجمالي عدد السكان من أصل هسباني أو لاتيني (بغض النظر عن العرق).
| المكون العرقي                                | 1990  | 2000  | 2010  |
| -------------------------------------------- | ----- | ----- | ----- |
| البيض                                        | 92.2% | 88.9% | 86.2% |
| السود                                        | 5.0%  | 5.7%  | 6.3%  |
| الآسيويون                                    | 1.1%  | 1.7%  | 2.3%  |
| سكان أصليون                                  | 0.8%  | 0.9%  | 1.0%  |
| هاوائيون أصليون و غيرهم من جزر المحيط الهادي | -     | -     | -     |
| أعراق أخرى                                   | 0.9%  | 1.6%  | 2.4%  |
| عرقان فأكثر                                  | -     | 1.3%  | 1.8%  |

أكبر ست مجموعات حسب أصولها في ويسكونسن هم: الألمان (42.6٪)، الإيرلنديون (10.9٪)، والبولنديون (9.3٪) والنرويجيون (8.5٪)، الإنجليز (6.5٪)، والإيطاليون (6.1٪). ذوو الأصول الألمانية هم الأكثر شيوعاً في كل مقاطعات الولاية، عدا مينوميني وتريمبيليو وفيرنون. في ولاية ويسكونسن أعلى نسبة من السكان ذوي الأصول البولندية في أي ولاية.
استقرت الجماعات العرقية المختلفة في مناطق مختلفة من الولاية. رغم انتشار الألمان في جميع أنحاء الولاية، كان أكبر تجمع لهم في ميلووكي. استقر النرويجيون في المناطق قطع الاخشاب والزراعة في الشمال والغرب. استقرت مستعمرات صغيرة من البلجيكيين والسويسريين والفنلنديين والمجموعات الأخرى في مناطقهم الخاصة، مع استقرار المهاجرين الايرلنديين والإيطاليين والبولنديين بالمناطق الحضرية في المقام الأول. مينوميني هي المقاطعة الوحيدة في شرق الولايات المتحدة بأغلبية من الأمريكيين الأصليين.
جاء الأمريكيون من أصل أفريقي إلى لميلووكي وخصوصا من عام 1940. يعيش 86٪ من سكان ويسكونسن الأمريكيين الأفارقة في أربع مدن هي: ميلووكي، راسين، بلويت، كينوشا، مع كون ميلووكي موطناً لما يقرب من ثلاثة أرباع الأميركيين السود في الولاية. في منطقة البحيرات العظمى، فقط ديترويت وكليفلاند لديهم نسبة أعلى من السكان من أصل إفريقي.
33٪ من سكان ويسكونسن الآسيويين هم من قومية الهمونغ، بجاليات كبيرة في ميلووكي، واوسو، غرين باي، شيبويجان، أبليتون، ماديسون، لاكروس، أو كلير، أوشكوش، ومانيتووك.
71.7٪ من المقيمين في ويسكونسن ولدوا فيها، وولد 23.0٪ منهم في غير ولاية أمريكية، 0.7٪ ولدوا في بورتوريكو أو مناطق الجزر الأمريكية أو في الخارج من والد أمريكي على الأقل، و 4.6٪ مولودون في الخارج.

### الدين
نسب سكان ويسكونسن المنتمون إلى مختلف الانتماءات الدينية هي  المسيحيون 81٪ (بروتستانت 50٪، روم كاثوليك 29٪، مورمون 0.5٪)، اليهود 0.5٪، المسلمون 0.5٪، البوذيون 0.5٪، الهندوس 0.5٪ واللادينيون 15٪.
المسيحية هي الديانة السائدة في ويسكونسن. عام 2008، كانت أكبر ثلاث مجموعات طائفية في ويسكونسن هي الكاثوليكية، البروتستانتية الإنجيلية، والبروتستانتية الخط الرئيسي. في عام 2010، كانت للكنيسة الكاثوليكية أكبر عدد من الأتباع في ويسكونسن (1,425,523)، تليها الكنيسة الإنجيلية اللوثرية في أمريكا مع 414,326 عضوا، والكنيسة اللوثرية سينودس ميزوري مع 223,279 من الأتباع. سينودس ويسكونسن الإنجيلي اللوثري والذي لديه رابع أكبر عدد من الأتباع في ويسكونسن، والمؤتمر الدولي الذي تنتمي إليه، مؤتمر الإنجيلي اللوثري الإعترافي، وكلاهما له مقارها في وايكيشا، ويسكونسن.

### الجريمة
شملت إحصاءات مكتب التحقيقات الفدرالي عن الجريمة على مستوى الولاية سنة 2009: 144 جريمة قتل / قتل عمد. 1108 حالة اغتصاب. 4850 سرقة. 8431 اعتداءات خطيرة. و147486 جرائم التعدي على الممتلكات. كما تنشر ويسكونسن الإحصاءات الخاصة بها من خلال مكتب مسؤول العدل. سجل مكتب مسؤول العدل حدوث 14603 جرائم عنف في عام 2009، بمعدل حل قضايا 50٪. وسجل مكتب مسؤول العدل حدوث 4633 اعتداءا جنسي في عام 2009، بمعدل مجموع حل لقضايا الاعتداءات جنسية 57٪.

## الحكومة
كتاب ويسكونسن الأزرق هو المرجعية المنشورة الأولية عن الحكومة والسياسة في الولاية، وتوثق تنظيم فروع الحكم الثلاثة في الولاية. ينشر كل عامين مع معلومات محدثة، النسخ متوفرة بالاتصال بمشرعي الولاية.
يحدد دستور ويسكونسن بنية ووظيفة حكم الولاية. وينظم حكم ولاية ويسكونسن في ثلاثة فروع: التنفيذي والتشريعي والقضائي.

### السلطة التنفيذية
يرأس الحاكم السلطة التنفيذية. تولى الحاكم الحالي سكوت ووكر منصبه في 3 يناير 2011. وبالإضافة إلى المحافظ، ويشمل السلطة التنفيذية خمسة ضباط الدستوري المنتخبين الآخرين: نائب الحاكم، سكرتير الولاية، النائب العام، أمين الخزانة، ومراقب التعليم العام في الولاية. أربعة أعضاء من الفرع ويسكونسن التنفيذي من الجمهوريين. وزير الولاية غير ديمقراطي، ومراقب التعليم العام في ويسكونسن هو منصب غير حزبي.

### السلطة التشريعية
مجلس ويسكونسن التشريعي هو السلطة التشريعية في ولاية ويسكونسن. الهيئة التشريعية هي هيئة من مجلسين تتكون من الجمعية العامة ومجلس الشيوخ.

### السلطة القضائية
نظام ويسكونسن القضائي أربعة مستويات: المحاكم البلدية والمحاكم الدائرة، ومحكمة الاستئناف، والمحكمة العليا. تتعامل المحاكم البلدية عادة مع القضايا المتعلقة بأمور المراسيم المحلية. محاكم الدائرة هي محاكم ويسكونسن الابتدائية، وهي صاحبة الاختصاص الأصيل في جميع القضايا المدنية والجنائية داخل الولاية. تنظر محكمة استئناف ويسكونسن في الطعون القضائية على أحكام محاكم الدائرة، وتتكون من ستة عشر قاضياً يجلسون عادة في هيئات من ثلاثة قضاة. كما قد تنظر أعلى محكمة استئناف في الولاية وهي محكمة ويسكونسن العليا، كلا الطعون المقدمة من المحاكم الدنيا والإجراءات الأصلية. بالإضافة إلى الالبت بالحالات ، المحكمة العليا هي المسؤولة عن إدارة نظام الولاية القضائي وتنظيم تطبيق القانون في ويسكونسن.

### الاتحاد
يمثل ولاية ويسكونسن في مجلس الشيوخ رون جونسون وتامي بالدوين. وتنقسم الولاية إلى ثماني مناطق في الكونغرس.

### الضرائب
تجبي ويسكونسن ضرائب الدخل الشخصي (على أساس خمس فئات دخل) تتراوح بين 4٪ إلى 7.65٪. معدل ضريبة المبيعات والاستخدام الولائية هو 5.0٪. تسع وخمسين مقاطعة لديها ضريبة مبيعات/استخدام إضافية 0.5٪. مقاطعة ميلووكي وأربع مقاطعات محيطة لها ضريبية إضافية مؤقتة بنسبة 0.1٪ تساعد في تمويل ملعب ميلر بارك للبيسبول، الذي اكتمل في عام 2001.
أكثر ضرائب الممتلكات المفروضة على سكان ويسكونسن شيوعاً هي ضريبة الأملاك الثابتة، أو ضريبة عقارات سكنهم. لا تفرض ويسكونسن ضريبة الأملاك على المركبات، ولكن تفرض رسم تسجيل سنوي. الضرائب على الممتلكات هي أهم مصدر إيرادات ضريبية لحكومات ويسكونسن المحلية، وكذلك الأساليب الرئيسية لتمويل المناطق التعليمية ومعاهد التدريب المهني والمناطق ذات الأغراض الخاصة ومناطق التمويل الإضافي الضرائبية. تستند القيم المتعادلة (القيمة المقدرة التي تم تعديلها وفقاً لمعادلة مقاطعة والولاية) على القيمة السوقية الكاملة لجميع الممتلكات الخاضعة للضريبة في الولاية، باستثناء الأراضي الزراعية. من أجل تقديم الإعفاء من ضريبة الأملاك للمزارعين، يتم تحديد قيمة الأرض الزراعية من حيث قيمتها في الاستخدامات الزراعية، بدلا من قيمة تنميتها الممكنة. تستخدم القيم المتعادلة لتوزيع مدفوعات مساعدات الولاية للمقاطعات والبلديات ومعاهد التدريب المهني. تستخدم التقييمات التي يعدها مقيمون محليون لتوزيع عبء ضريبة الأملاك داخل البلديات الفردية.
لا تفرض ويسكونسن ضريبة على الممتلكات غير الملموسة. ولا تجبي ويسكونسن ضرائب ميراث. تفرض الولاية ضريبة عقارية خاصة بها على صافي قيمة العقار للشخص متوفى قبل توزيعها على الورثة، وتتم على بعض الملكيات الكبيرة؛ وهي مفصولة عن قوانين الضرائب العقارية الاتحادية حتى 1 يناير 2008.
لا توجد مآصر طرق في ويسكونسن. ويتم تمويل بناء الطرق السريعة وصيانتها جزئياً من عائدات ضريبة وقود السيارات، وتؤمن الخزانة العامة للولاية الميزانية المتبقية. وتمول الحكومات المحلية (البلديات أو المقاطعات) بناء الطرق غير السريعة وصيانتها.

### العلاقات الدولية
لولاية ويسكونسن علاقات دبلوماسية مع محافظة تشيبا اليابانية منذ عام 1990.

## السياسة

### الانتخابات الاتحادية
| السنة | الجمهوري         | الديمقراطي       |
| ----- | ---------------- | ---------------- |
| 2012  | 45.89% 1,407,966 | 52.83% 1,620,985 |
| 2008  | 42.31% 1,262,393 | 56.22% 1,677,211 |
| 2004  | 49.31% 1,478,120 | 49.71% 1,489,504 |
| 2000  | 47.56% 1,237,279 | 47.83% 1,242,987 |
| 1996  | 38.48% 845,029   | 48.81% 1,071,971 |
| 1992  | 36.78% 930,855   | 41.13% 1,041,066 |
| 1988  | 47.80% 1,047,794 | 51.41% 1,126,794 |
| 1984  | 54.19% 1,198,800 | 45.02% 995,847   |
| 1980  | 47.90% 1,088,845 | 43.18% 981,584   |
| 1976  | 47.83% 1,004,987 | 49.50% 1,040,232 |
| 1972  | 53.40% 989,430   | 43.72% 810,174   |
| 1968  | 47.89% 809,997   | 44.27% 748,804   |
| 1964  | 37.74% 638,495   | 62.09% 1,050,424 |
| 1960  | 51.77% 895,175   | 48.05% 830,805   |

أعطت ويسكونسن أصواتها بفارق 27506 صوتاً لدونالد ترمب في انتخابات عام 2016. وكانت آخر مرة تصوت ويسكونسن لصالح مرشح الحزب الجمهوري في عام 1984، وهي الانتخابات التي صوتت فيها 50/49 من الولايات للجمهوري. في الانتخابات الرئاسية لعامي 2000 و 2004 كانا قريبين جداً، فتلقت ويسكونسن جرعات كبيرة من الدعاية الوطنية، بما يتوافق مع مكانتها باعتبارها الولاية «الأرجوحة» أو الولاية المحور. تحصل آل غور على أصوات الولاية في الانتخابات الرئاسية عام 2000 بفارق 5700 صوتاً، وفاز جون كيري في ويسكونسن في عام 2004 بفارق 11000 صوتا. ومرة أخرى، تحصل باراك أوباما بالولاية في عام 2008 على 381000 صوتا (56٪).
خلال فترة الحرب الأهلية، كانت ويسكونسن ولاية الجمهوري؛ وفي واقع الأمر الولاية هي التي أنجبت الحزب الجمهوري، رغم تسبب القضايا العرقية والدينية في أواخر القرن التاسع عشر في انقسام وجيز في الائتلاف الجمهوري. خلال النصف الأول من القرن العشرين، هيمن روبرت لا فولت وأبنائه على الساحة السياسية في ويسكونسن، في الأصل من الحزب الجمهوري، ولكن في لاحقاً من الحزب التقدمي الذي تم إحياءه. منذ عام 1945، حافظت الولاية على توازن وثيق بين الجمهوريين والديمقراطيين. كان السيناتور الجمهوري جون ماكارثي شخصية وطنية جدلية في أوائل الخمسينات. من القياديين الجمهوريين الحديثين الحاكم السابق تومي تومبسون وعضو الكونغرس جيم سنسنبرنر الابن؛ ومن الديمقراطيين البارزين في مجلس الشيوخ هيرب كول وروس فينغولد، وعضو الكونغرس ديفيد أوبي.
الجدل الأكثر شهرة في التاريخ الولاية السياسي كان حول التدريس بلغة أجنبية في المدارس. وقد خيض في حملة قانون بينت من عام 1890 القاضي باستعمال اللغة الإنجليزية لتدريس مواد رئيسية في جميع المدارس، فتحول الألمان إلى الحزب الديمقراطي بسبب دعم الحزب الجمهوري لقانون بينيت، وأدى ذلك لانتصار كبير للديمقراطيين.
كانت مدن ويسكونسن فعالة في تعزيز توافر المعلومات التشريعية على شبكة الإنترنت، وبالتالي توفير قدر أكبر من الشفافية الحكومية. حالياً توفر ثلاث من المدن الخمسة الأكثر سكاناً في ويسكونسن لناخبيها كل السجلات العامة مباشرة من قواعد بيانات المدن عبر شبكة الإنترنت. بدأت مدن ويسكونسن بجعل هذا أولوية بعد أن بدأت ميلووكي القيام بذلك على صفحتهم في عام 2001. إحدى هذه المدن ماديسون، وقد سميت المدينة الرقمية رقم 1 من قبل مركز الحكومة الرقمية لسنوات متتالية.
في العقود الأخيرة، أصبحت ويسكونسن ولاية ذات ميول ديمقراطية على المستوى الرئاسي. فقد صوتت لمرشحي الحزب الديمقراطي لسبعة انتخابات رئاسية متتالية قبل ترجح كفة ترمب في الانتخابات الأخيرة بفارق بسيط. في عام 2012، اختار المرشح الجمهوري للرئاسة ميت رومني عضو الكونغرس عن ويسكونسن بول رايان وهو من جاينسفيل، عند ترشحه ضد الرئيس الديمقراطي حينها باراك أوباما ونائبهجو بايدن. وعلى الرغم من وجود ريان على البطاقة الجمهورية فاز أوباما بويسكونسن بهامش 53٪ مقابل 46٪.
على مستوى الولايات، تعتبر ويسكونسن ولاية تنافسية، بتناوب السيطرة بشكل منتظم بين الحزبين. شهدت انتخابات 2010 عودة جمهورية كبيرة في ويسكونسن. فقد سيطر الجمهوريون على منصب الحاكم ومجلسي الهيئة التشريعية في الولاية. هزم الجمهوري رون جونسون عضو مجلس الشيوخ الديمقراطي حينها روس فينغولد، وحاز الجمهوريون على اثنين من مقاعد مجلس النواب الديمقراطية سابقاً، مكونين غالبية جمهورية في وفد الكونغرس بوقع 5 إلى 3.
في 14 فبراير 2011، اندلعت احتجاجات ضد كابيتول ولاية ويسكونسن عندما وافقت السلطة التشريعية على مشروع قانون من شأنه إنهاء معظم حقوق المفاوضة الجماعية لموظفي الولاية، باستثناء الأجور، لمعالجة عجز مقداره 3,6 مليار دولار. اجتذبت الاحتجاجات عشرات الآلاف من الناس يوميا، وحصلت على الاهتمام الدولي.
أصدرت الجمعية مشروع القانون 53-42 في 10 مارس بعد أن أقر مجلس شيوخ الولاية ذلك في الليلة السابقة، وأرسله إلى الحاكم للتوقيع عليه. رداً على مشروع القانون، جمعت ما يكفي من التوقيعات لفرض الدعوة لانتخابات مبكرة ضد الحاكم ووكر. توم بارت عمدة ميلووكي وخصم ووكر عام 2010، فاز بالانتخابات التمهيدية الديموقراطية وواجه ووكر مرة أخرى. فاز ووكر بالانتخابات بنسبة 53٪ إلى 46٪، وأصبح أول حاكم في تاريخ الولايات المتحدة يحتفظ بمقعده بعد الدعوة لانتخابات مبكرة.

### مشرعون
كان وادي فوكس معقلاً جمهورياً، ولكنه انتخب الديمقراطي ستيف كاغن من أبلتون بالمنطقة الانتخابية الثامنة للكونغرس في عام 2006. إلا أن كاغن استمر لفترتين فقط وتم استبداله بالجمهوري ريد ريبل في اكتساح الحزب الجمهوري لولاية ويسكونسن في نوفمبر 2010، وهي المرة الأولى التي يستعيد فيها الحزب الجمهوري مجلسي الهيئة التشريعية في الولاية ومنصب الحاكم في نفس الانتخابات. سيطر الجمهوريون على مقاطعة واكيشا. تتصدر مدينة ميلووكي قائمة معاقل الديمقراطيين في ولاية ويسكونسن، والتي تتضمن أيضاً ماديسون ومحميات الأمريكيين الأصليين بالولاية. تصوت المنطقة السابعة أكبر مناطق ويسكونسن الانتخابية للكونغرس للديمقراطيين منذ عام 1969. وترأس نائبها ديفيد أوبي لجنة المخصصات بمجلس النواب القوية. إلا أن أوبي تقاعد وتحول المقعد الديمقراطي إلى جمهوري بفوز شون دفي به في نوفمبر عام 2010.

### السياسة الاشتراكية
يشمل تاريخ ويسكونسن السياسي، من جهة، "المقاتل بوب" لا فولت والحركة التقدمية. ومن ناحية أخرى، الجمهوري والمعادي للشيوعية جو مكارثي. اتخذ الحزب الاشتراكي الأمريكي من ميلووكي قاعدة له من أوائل القرن العشرين. يشار إلى هذه الظاهرة باسم «اشتراكية المجاري» لأن المسؤولين المنتخبين كانوا أكثر اهتماماً بالأشغال العامة والإصلاح أكثر من اهتمامهم بالثورة (رغم وجود الاشتراكية الثورية في المدينة كذلك). تلاشى نفوذها في أواخر الخمسينات، إلى حد كبير بسبب الخوف الأحمر والتوترات العرقية. كان أول عمدة اشتراكي لمدينة كبيرة في الولايات المتحدة هو إميل زايدل، بانتخابه عمدة لمدينة ميلووكي في عام 1910؛ وانتخب اشتراكي آخر هو دانيال هوان عمدة لميلووكي بين عامي 1916-1940. وثالثهم فرانك زيدلر من عام 1948 إلى عام 1960. خلف فرانك زيدلر آخر عُمد ميلووكي الاشتراكيين هنري ماير العضو السابق في مجلس شيوخ ويسكونسن وعضو الحزب الديمقراطي على عمادة ميلووكي في عام 1960. بقي ماير في منصبه لمدة 28 عاماً، وهو أطول مدة خدمة لعمدة في تاريخ ميلووكي. انتخب الاشتراكي فيكتور برغر رئيس تحرير لصحيفة نائباً عدة مرات، رغم منعه من العمل لبعض الوقت بسبب معارضته للحرب العالمية الأولى.

### انتخابات محورية
سيطر وليام بروكسماير عضو مجلس الشيوخ (1957-1989) على الحزب الديمقراطي لسنوات؛ واشتهر بمهاجمته الهدر والاحتيال في الإنفاق الفيدرالي. كان الديمقراطي روس فينغولد هو السناتور الوحيد يصوت ضد قانون باتريوت في عام 2001. الجمهوري بول راين بسن 28، كان أصغر عضو في الكونغرس عندما تولى منصبه في يناير كانون الثاني عام 1999. وفي عام 2012، تم اختياره مرشحاً جمهورياً لمنصب نائب الرئيس ضمن حملة ميت رومني. في عام 2004، أصبحت غوين مور وهو ديمقراطية من ميلووكي، أول نائبة أمريكية من أصل إفريقي عن ولاية ويسكونسن.
في عام 2006، استفاد الديمقراطيون من معارضة وطنية واسعة لإدارة بوش، وحرب العراق. خاض مارك غرين عضو الكونغرس الجمهوري المتقاعد عن المنطقة الثامنة من غرين باي الانتخابات ضد الحاكم آنذاك الديمقراطي جيم دويل. خسر غرين بفارق 8٪ على مستوى الولاية، ما جعل دويل أول حاكم ديمقراطي يتم إعادة انتخابه خلال 32 عاماً. خسر الجمهوريون السيطرة على مجلس شيوخ الولاية. رغم حصول الديمقراطيين على ثمانية مقاعد في المجلس الولاية، احتفظ الجمهوريون بأغلبية خمسة أصوات في المجلس. في عام 2008، استعاد الديمقراطيون السيطرة على مجلس الولاية بفارق 52-46، وهي المرة الأولى منذ عام 1987 يكون فيها منصب الحاكم والسلطة التشريعية من بيد الحزب الديمقراطي.

### الجنوح نحو اليمين
بانتخاب سكوت ووكر، صاؤ الجمهوريون يسيطرون على غرفتي السلطة التشريعية وعلى الحاكمية، وهي المرة الأولى التي تتغير فيها السيطرة الحزبية على الثلاثة في نفس الانتخابات. وهم يحافظون على هذا المكانة منذ عام 2010. في أعقاب الانتخابات العامة في 4 نوفمبر 2014، بات الحاكم ونائب الحاكم والنائب العام وأمين خزانة الولاية كلهم الجمهوريون؛ وسكرتير الولاية ديمقراطي. اختارت الولاية أيضاً المرشح الجمهوري للرئاسة دونالد ترامب في عام 2016، لأول مرة منذ عام 1984.

## الاقتصاد

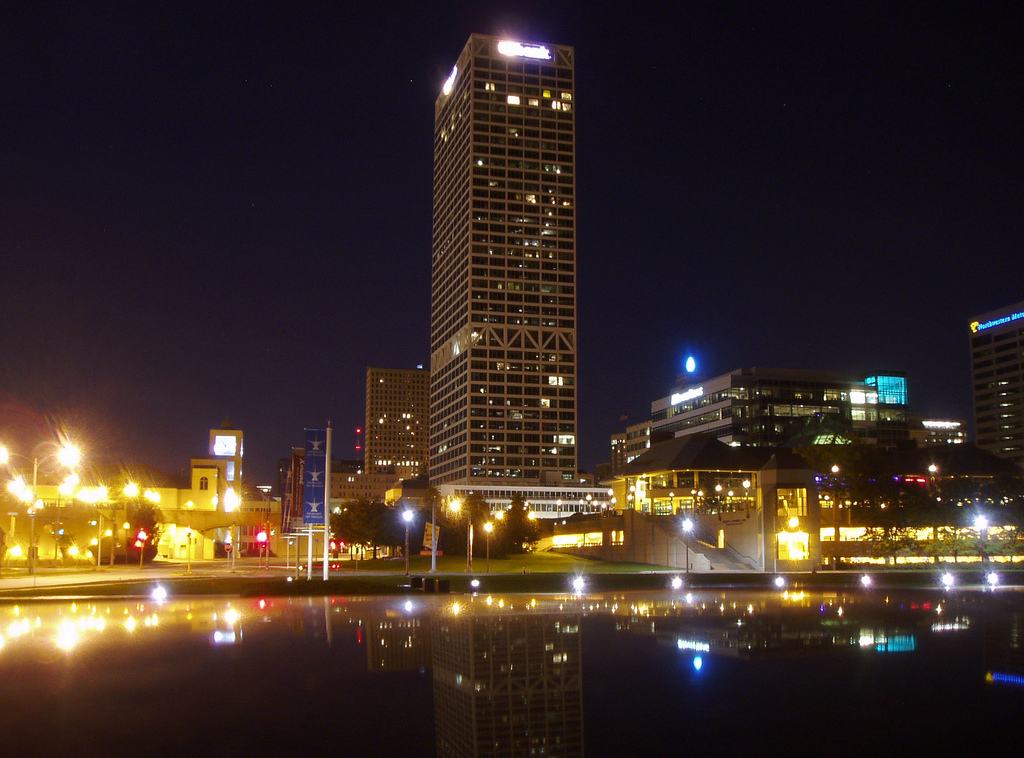
البنك المركزي الأمريكي في ميلووكي أعلى ناطحة سحاب في ويسكونسن.

كان ناتج ويسكونسن الإجمالي 248.3 مليار $ في عام 2010، ما جعلها بالمركز الحادي والعشرون بين الولايات الأمريكية. يدفع التصنيع والزراعة والرعاية الصحية اقتصاد ويسكونسن. كان ناتج الولاية الاقتصادي من التصنيع 48.9 مليار $ في عام 2008، ما جعلها في المركز العاشر بين الولايات من حيث الناتج المحلي الإجمالي التصنيعي. تمثل المؤسسات الصناعية حوالي 20٪ من الناتج المحلي الإجمالي للولاية، وهي نسبة تعد الثالثة بين جميع الولايات. كان الدخل الشخصي للفرد 35,239 $ في عام 2008. وفي يونيو 2010، كانت نسبة البطالة في الولاية 8٪ (معدل موسمياً).
في الربع الرابع من عام 2011، كان أكبر أرباب العمل في ويسكونسن على النحو التالي:
1. وول مارت
2. جامعة ويسكونسن-ماديسون
3. مدارس ميلووكي العامة
4. خدمة البريد الأمريكية
5. إدارة سجون ويسكونسن
6. مناردس
7. مارشفلد كلينك
8. إدارة شؤون المحاربين القدامى في ويسكونسن
9. شركة تارغت، و
10. مدينة ميلووكي.[86]

### الزراعة
تنتج ويسكونسن نحو ربع إنتاج الجبن الأمريكي، مترأسة إنتاج الجبن في البلاد. وفي المرتبة الثانية في إنتاج الحليب، بعد كاليفورنيا، والثالثة في إنتاج الحليب للفرد الواحد، وراء ولاية كاليفورنيا وفيرمونت. ويسكونسن في المرتبة الثانية في إنتاج الزبدة، وتنتج نحو ربع من الزبدة في البلاد. وتصنف الولاية الأولى وطنياً في إنتاج الذرة والسيلاج والعنبيات حادة الخباء الجنسنغ، والفاصوليا الخضراء للتجهيز. انها تنمو أكثر من نصف المحصول الوطني من التوت البري. و 97٪ من نبات الجنسنغ في البلاد. ويسكونسن هي أيضا من المنتجين الرئيسيين الشوفان والبطاطا، والجزر، الكرز الحامض، شراب القيقب، والذرة الحلوة للتجهيز. تتضح أهمية الإنتاج الزراعي في الولاية من خلال تصوير بقرة هولشتاين وأذن من الذرة وعجلة من الجبن على تصميم قطعة الربع دولار النقدية الخاصة بولاية ويسكونسن.
يشمل جزء كبير من قطاع التصنيع في الولاية تجهيز التجاري للأغذية، بما في ذلك علامات تجارية مشهورة مثل لحوم أوسكار ماير وبيتزا تومبستون المجمدة، وسجق جونسونفيل فودس المشوي ونقانق يوسنغرس. تشغل كرافت فودس وحدها أكثر من 5000 شخص في الولاية. ميلووكي من كبار منتجي الجعة، وكانت سابقاً مقراً شركة ميلر - ثاني أكبر منتج للجعة في البلاد - حتى اندمجت مع شركة كورس للجعة. سابقاً، كانت شركات شليز، بلاتس، وبابست حجر الزاوية في صناعة الجعة في ميلووكي.

### التصنيع
ويسكونسن موطن لاقتصاد تصنيع كبير ومتنوع جداً، مع التركيز بشكل خاص على معدات النقل والإنتاج. تشمل شركات ويسكونسن الكبرى في هذه المجالات: شركة كولر. مركوري مارين؛ روكويل أوتومشن؛ جونسون كونترولز؛ جون دير؛ بريغز أند ستراتون، شركة ميلووكي تول إلكترك؛ كاتربيلر .؛ جوي غلوبل؛ شركة مانيتووك. شركة أوشكوش؛ هارلي-ديفيدسون؛ كيس أي اتش. إس سي جونسون أند صن؛ أشلي فرنتشر؛ أريينس؛ وإفنرود أوتبورد موتورز.

### السلع الاستهلاكية
ويسكونسن منتج رئيسي للورق والتعبئة والتغليف وغيرها من السلع الاستهلاكية. من كبار منتجي السلع الاستهلاكية شركات مقرها بالولاية إس سي جونسون وشركاه، وشركة دايفرسي، ويسكونسن أيضاً بالمرتبة الأولى في البلاد في إنتاج المنتجات الورقية؛ نهر فوكس الأسفل من بحيرة وينيباغو إلى رأس غرين باي به 24 مصنع ورق على طول امتداده البالغ 39 ميلا (63 كم).
تطوير وتصنيع أجهزة والبرامج الرعاية الصحية هو قطاع متنامي في اقتصاد الولاية، مع لاعبين بارزين مثل جنرال إلكتريك للرعاية الصحية وإبك سستمز وتوموثيربي.

### السياحة
السياحة صناعة رئيسية في ويسكونسن - وهي ثالث أكبر قطاع في الولاية وفقاً لوزارة السياحة. الوجهات السياحية مثل هاوس أون ذا روك وسبرينغ غرين ومتحف السيرك العالمي في بارابو ووديان نهر ويسكونسن الصغيرة تجتذب آلاف الزوار سنوياً، ومهرجانات مثل سمرفست ومغامرات جمعية الطيران التجريبي الجوية في أوشكوش تشد الانتباه عالمياً إلى جانب مئات الآلاف من الزوار.
نظرا للعدد الكبير من البحيرات والأنهار في الولاية يحظى الترفيه المائي بشعبية كبيرة. في الريف الشمالي، تحول ما كان منطقة صناعية تركز على الأخشاب إلى حد كبير إلى وجهة عطلة. الاهتمام الشعبي بالبيئة وحمايتها، إضافة إلى الاهتمام التقليدي بصيد الحيوانات والأسماك، اجتذب جمهوراً حضرياً كبيراً في مدى القيادة بالسيارة.
شبه جزيرة دور المميزة، والممتدة خارجة عن الساحل الشرقي للولاية، تحوي واحدة من الوجهات السياحية في الولاية وهي مقاطعة دور. ومقاطعة دور مقصد لأصحاب المراكب نظراً لوجود عدد كبير من المرافئ الطبيعية والخلجان والموانئ على غرين باي وبحيرة ميشيغان من شبه الجزيرة التي تشكل المقاطعة. تجتذب المنطقة مئات آلاف الزوار سنوياً إلى قراها الجميلة وقطف الكرز الموسمي وطبخ الفش بويل.

### صناعة السينما
في 1 يناير 2008، دخل حافز ضريبي جديد لصناعة السينما حيز التنفيذ. وكان أول إنتاج كبير يستفيد من هذا الحافز الضريبي فيلم أعداء الشعب للمخرج مايكل مان. في حين أنفق المنتجون 18 مليون دولار على الفيلم، أُفيد أن معظم المبلغ ذهب للعمال والخدمات من خارج الولاية. تكلف دافعو الضرائب في ويسكونسن 4.6 مليون دولار إعانة مالية، وكسبوا منه فقط 5 ملايين دولار كإيرادات من صنع الفيلم.

### الطاقة
لا تنتج ويسكونسن لا نفطاً ولا غازاً ولا فحماً. وتولد الطاقة الكهربائية في الولاية غالباً من الفحم الحجري. مصادر الكهرباء الهامة الأخرى هي الغاز الطبيعي والطاقة النووية.
كان لدى الولاية أمر رسمي أن تكون 10% من طاقتها الكهربائية من مصادر متجددة بحلول نهاية عام 2015. وقد تحقق هذا الهدف ، ولكن ليس من مصادر من داخل الولاية. ويأتي ثلث العشرة بالمئة من مصادر من داخل الولاية، ومعظمها كهرباء متولدة من الرياح من ولايتي مينيسوتا وأيوا. سياسات الولاية متشككة بشأن تطوير طاقة الرياح في الولاية.

## المواصلات
تخدم ويسكونسن ثمانية مطارات تجارية الخدمة، بالإضافة إلى عدد من مطارات الطيران العام.
تتولى إدارة المواصلات في ويسكنسن مسؤولية تخطيط وبناء والحفاظ على طرق الولاية السريعة. تعبر سبعة طرق سريعة بين الولايات ويسكونسن.
تقدم شركة امتراك خدمة النقل عبر السكك الحديدية يومياً بين شيكاغو وميلووكي. كما توفر رحلات عابرة للريف بقطارات إمباير بلدر مع التوقف في محطات في عدة مدن من ويسكونسن.

## البلديات الهامة

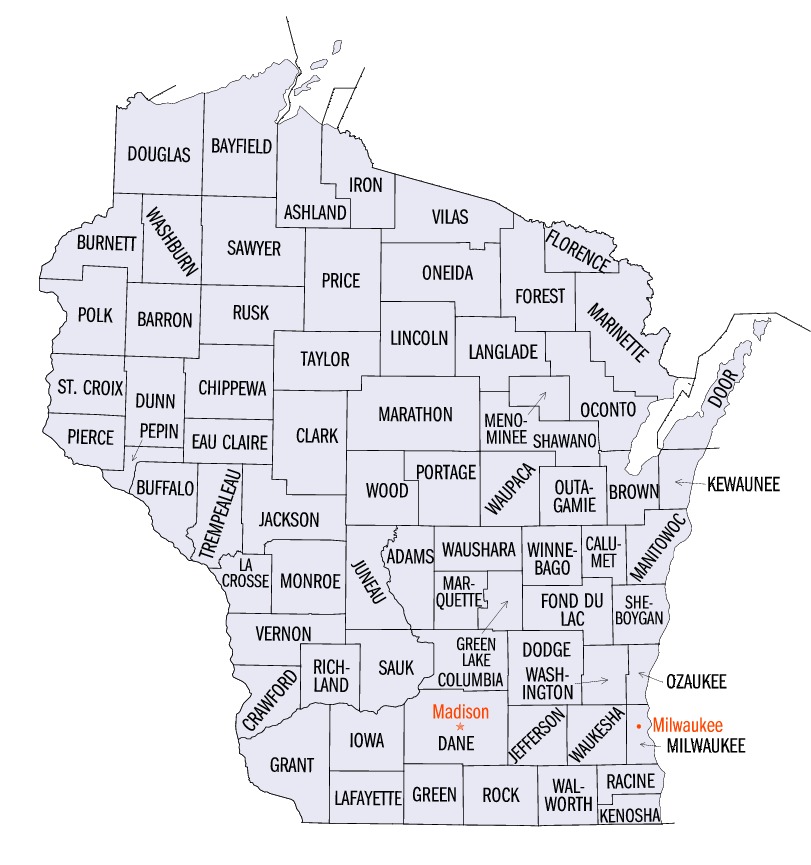
مقاطعات ويسكونسن

يعيش أكثر من 68٪ من سكان ويسكونسن في المناطق الحضرية، مع وجود نحو ثلث سكان الولاية في منطقة ميلووكي الكبرى. تقع ميلووكي عند الطرف الشمالي لمنطقة حضرية مجاورة لبحيرة ميشيغان تمتد جنوباً إلى شيكاغو الكبرى وشمال غرب ولاية إنديانا، بعدد سكان يبلغ أكثر من 11 مليون نسمة. مركز ميلووكي هو الثلاثون من بين أكبر مدن البلاد بعدد قاطنيها الذي يتجاوز 594,000 ساكن. تعتبر سلسلة المدن على طول الحافة الغربية لبحيرة ميشيغان عموماً مثالاً على المدن الضخمة.
بسكانها البالغين حوالي 233,000 ساكن ومنطقتها الكبرى بأكثر من 600,000 ساكن، لماديسون هوية مزدوجة كعاصمة للولاية ومدينة جامعية. ميدلتون ضاحية ماديسون ، كانت مصنفة «أفضل مكان للعيش في أمريكا» في عام 2007 من قبل مجلة ماني مغازين. المدن المتوسطة الحجم شكلت الولاية وأرست شبكة من المزارع العمل المحيطة بهم. في عام 2011، كان هناك 12 مدن في ويسكونسن يبلغ عدد سكانها 50,000 فأكثر، وتمثل 73٪ من التشغيل في الولاية.
لدى ويسكونسن ثلاثة أنواع من البلديات: المدن والبلدات والقرى. المدن والقرى هي مناطق حضرية مندمجة. البلدات هي تقسيمات مدنية صغيرة منفصلة عن المقاطعات مع حكم ذاتي محدود.

## التعليم

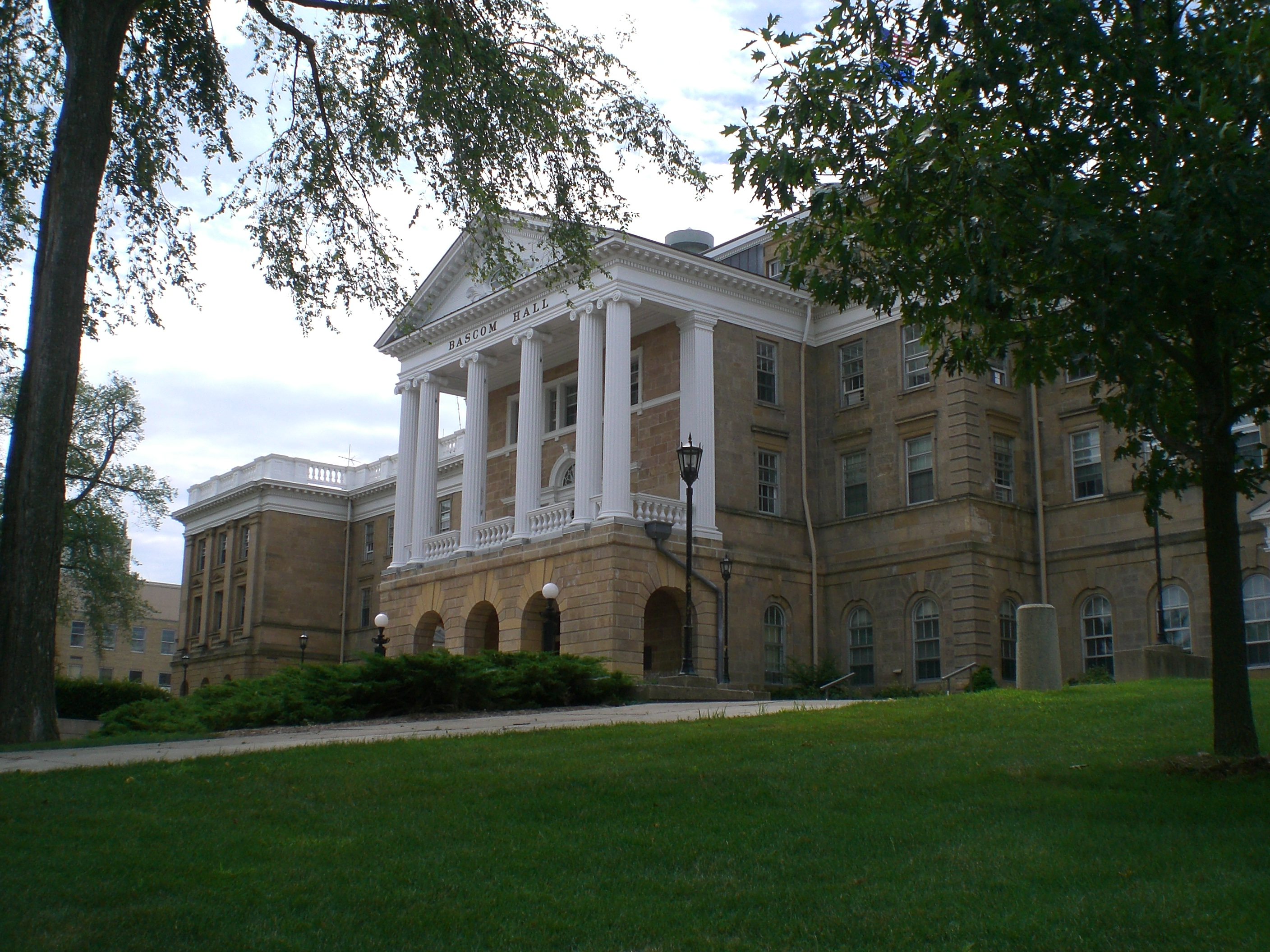
جامعة ويسكونسن-ماديسون

كانت ويسكونسن إلى جانب مينيسوتا وميشيغان من رواد حركة جامعة الولاية الأمريكية الناشئة في الغرب الأوسط في أعقاب الحرب الأهلية الأمريكية. ومع بداية القرن العشرين، دعى التعليم في ولاية إلى «فكرة ويسكونسن»، التي عززت خدمة شعب الولاية. جسدت «فكرة ويسكونسن» مثالاً على الحركة التقدمية داخل الكليات والجامعات في ذلك الوقت.
تشمل مرحلة ما بعد التعليم الثانوي العام في ويسكونسن اليوم كل من نظام جامعة ويسكونسن ذات الستة والعشرين حرماً تعليماً ترأسهم جامعة ويسكونسن-ماديسون، ونظام كلية ويسكونسن التقنية ذو الستة عشر حرماً تعليماً. من الكليات والجامعات الخاصة كلية ألفرنو، كلية بيلويت، جامعة كاردينال ستريتش، جامعة كارول، كلية كارثج، جامعة كونكورديا ويسكونسن، كلية إدجوود، جامعة ليكلاند، جامعة لورنس، جامعة ماركيت، كلية طب ويسكونسن، معهد ميلووكي للهندسة، كلية ريبون، كلية سانت نوربرت، كلية ويسكونسن اللوثرية، وغيرهم.

## الثقافة

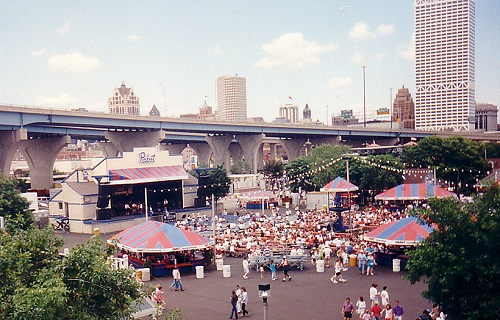
ركح موسيقي في سمرفست سنة 1994

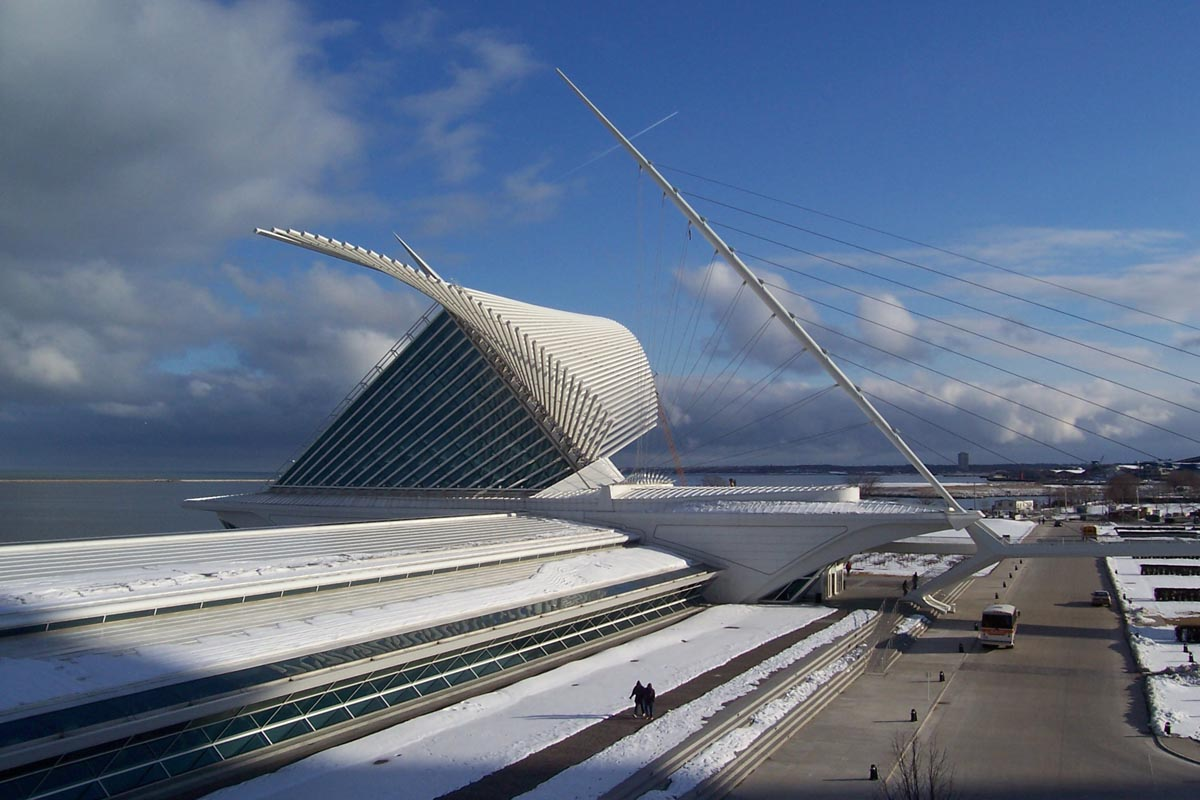
متحف ميلووكي الفني

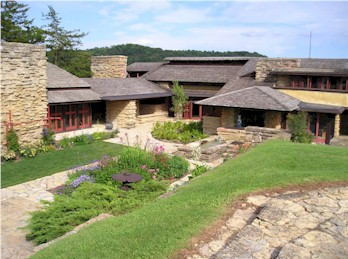
تالييسن للمعمار فرانك لويد رايت في سبرنغ غرين

يطلق على سكان ويسكونسن اسم ويسكونسنايتس (Wisconsinites). الأهمية التقليدية المرتبطة بإنتاج الألبان وصناعة الجبن في اقتصاد ويسكونسن الريفي (يكتب على لوحات مركبات الولاية «أرض ألبان أميركا» منذ عام 1940) أدت إلى لقب (يستخدم أحياناً كذم بين غير المقيمين) «رؤوس الجبن» وإلى صناعة «قبعات رأس الجبن» المصنوعة من رغوة صفراء على شكل اسفين من الجبن.
تقام مهرجانات عرقية عديدة في أنحاء ويسكونسن احتفالاً بتراث مواطنيها. من هذه المهرجانات سمرفست، أكتوبرفست، بولش فست، فستا إيتاليانا، أيرش فست، أيام الباستيل، سيتنده ماي (يوم الدستور النرويجي)، أيام برات (ورست) في شيبويغن، أيام البولكا في بولاسكي، أيام الجبن في مونرو ومكوون، المهرجان العالم الأفريقي، الصيف الهندي، المهرجان العربي، ألعاب مرتفعات ويسكونسن وغيرها الكثير.

### الفن
يشتهر متحف ميلووكي الفني من تصميم سانتياغو كالاترافا بأسلوب بريس سولي ببنائها مثيرة للاهتمام. مركز مؤتمرات مونونا تيراس في ماديسون من تصميم معمار التاليسين أنتوني بوتنام على تصميم لفرانك لويد رايت في الثلاثينات. كان منزل وستوديو رايت في القرن العشرين في تاليسين، جنوب سبرنغ غرين. وبعد عقود على وفاة رايت، لا يزال تاليسين مكتباً معمارياً ومدرسة لأتباعه.

### الموسيقى
تشمل مهرجانات ويسكونسن الموسيقية: جعة ميلر لايت تقدم كنتري فست وجعة بد لايت تقدم كنتري جام يو اس ايه في أو كلير، وتقدم جعة كورس مهرجانات هودغ لموسيقى الكنتري وبورترفيلد لموسيقى كنتري وكنتري تندر يو اس ايه في توين ليكس، وفورد تقدم كنتري يو اس ايه. تستضيف ميلووكي في كل عام مهرجان سمرفست الذي يطلق عليه لقب «أكبر مهرجان موسيقى في العالم». ويقام هذا المهرجان في حديقة مهرجانات هنري ماير المواجهة للبحيرة إلى الجنوب مباشرة من وسط المدينة، إضافة إلى إقامة مهرجانات موسيقية عرقية طوال الصيف. تقيم منظمة صناعة الموسيقى بمنطقة ويسكونسن (WAMI) التطوعية حدثاً سنوياً يوزع خلاله جوائز لكبار فناني ويسكونسن.

### ثقافة الكحول
لطالما اعتبر شرب الكحول جزءاً مهماً من ثقافة ويسكونسن، وتحتل الولاية في أعلى ترتيب أو بالقرب منه بالمقاييس الوطنية لاستهلاك الفرد للكحول واستهلاك الولاية للكحول، ونسبة الشاربين. ومع ذلك، يحتل استهلاك الفرد لكل مناسبة ترتيباً متدنياً على مستوى البلاد؛ فعدد من المناسبات (عدد المرات التي يشرب فيها الكحول) هو أعلى بكثير أو الأعلى، ولكن الاستهلاك عند كل مناسبة أصغر، ما يميز استهلاك ويسكونسن بالتكرار والاعتدال. غالباً ما ارتبط شيوع الشرب في ويسكونسن بعوامل من قبيل إثبات الهوية الثقافية مع موروث الولاية من الهجرة الألمانية، التواجد الطويل الأمد لمصانع الجعة الرئيسية في ميلووكي، والمناخ البارد.
سن الشرب القانونية في ويسكونسن هو الحادية والعشرون، إلا عندما يكون مصحوباً بأحد الوالدين أو الوصي أو زوج لا يقل عمره عن 21 سنة. لا تطبق شروط السن القانونية بالنسبة لحيازة الكحول عند العمل بمصنع جعة أو ببريوبوب أو بتجارة الخمور بالجملة الخمور أو بإنتاج وقود الكحول. السن القانونية الأدنى لشراء الكحول هي الحادية والعشرون مع عدم وجود استثناءات. وينص قانون الاعتدال المطلق في الشرب أن أي شخص دون سن الشرب القانونية (حالياً 21 عاماً) لا يمكنه القيادة بعد استهلاك الكحول.
في 30 سبتمبر 2003، رفض مجلس الولاية التشريعي خفض الحد الأدنى لتركيز الكحول في الدم في جريمة القيادة تحت تأثير الكحول من 0,10 إلى 0,08، وقد فعل ذلك فقط نتيجة للضغط من الحكومة الاتحادية. تعارض رابطة حانات ويسكونسن رفع ضريبة المشروبات الكحولية. درست صحيفة ميلووكي جورنال سنتينل هذه الحالة في سلسلة «أُهدر في ويسكونسن».

## الترفيه
تجعل تضاريس ويسكونسن الطبيعية المتنوعة الولاية وجهة سياحية للاستجمام في الهواء الطلق. تتضمن الفعاليات الشتوية التزلج وصيد الأسماك في الجليد وسباقات الزلاقات الجليدية. تقع ويسكونسن على اثنين من البحيرات العظمى وبها بحيرات داخلية بمختلف الأحجام؛ تحتوي الولاية على 11188 ميل مربع (28980 كم2) من الماء، ولا يفوقها في ذلك إلا ثلاث ولايات هي ألاسكا وميشيغان وفلوريدا.
أنشطة الهواء الطلق شعبية في ويسكونسن، خصوصاً صيد الحيوانات والأسماك. أحد أكثر هذه الحيوانات اللعبة انتشاراً هو الأيل ذو الذيل الأبيض. تباع كل عام في ويسكونسن أكثر من 600,000 رخصة صيد أيائل. في عام 2008، قدرت إدارة الموارد الطبيعية في ويسكونسن عديد الأيائل قبل الصيد ب 1.5 و 1.7 مليون رأس.

## الرياضة

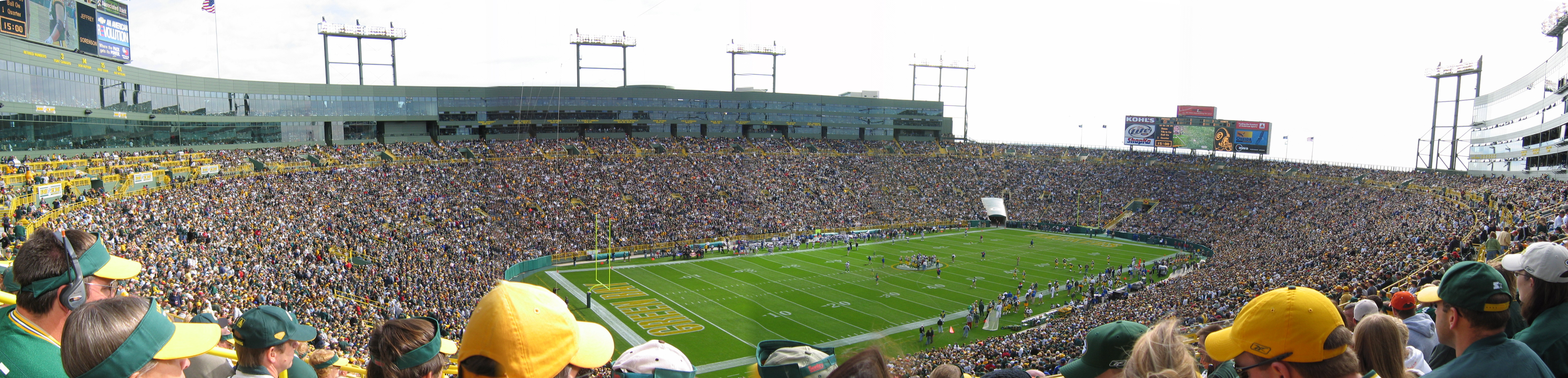
ملعب لامبو فيلد في غرين باي أرض غرين باي باكرز بالدوري الوطني لكرة القدم الأمريكية.

تمثل ويسكونسن 3 فرق في القسم الأول لثلاث دوريات رياضية رئيسية: كرة القدم الأمريكية والبيسبول وكرة السلة. يقع ملعب لامبو فيلد في غرين باي وهو ملعب فريق غرين باي باكرز الناشط في الدوري الوطني لكرة القدم الأمريكية. وقد شارك الباكرز في بطولات اتحاد كرة القدم الأميركية منذ الموسم الثاني للدوري عام 1921 ويحمل الرقم القياسي لأكبر عدد من ألقاب البطولة، فسميت مدينة غرين باي «مدينة لقب الولايات المتحدة الأمريكية». الباكرز هو النادي الذي يمثل أصغر مدينة في اتحاد كرة القدم الأميركي والوحيد المملوك من قبل مساهمين من داخل الولاية. أسس النادي كيرلي لامبو الذي لعب لهم ودربهم. غرين باي باكرز أحد أنجح الأسواق الصغيرة للأندية الرياضية المحترفة في العالم، وقد فاز ب13 بطولة دوري، بما في ذلك أول بطولتي AFL-NFL (أول بطولتي سوبر بول)، السوبر بول الحادي والثلاثون والسوبر بول الخامس والاربعون. ويتجلى تشجيع الولاية للفريق بقائمة الانتظار ذات 81,000 شخص من أجل الحصول على تذاكر الموسم للمباريات المقامة على ملعب لامبو فيلد.

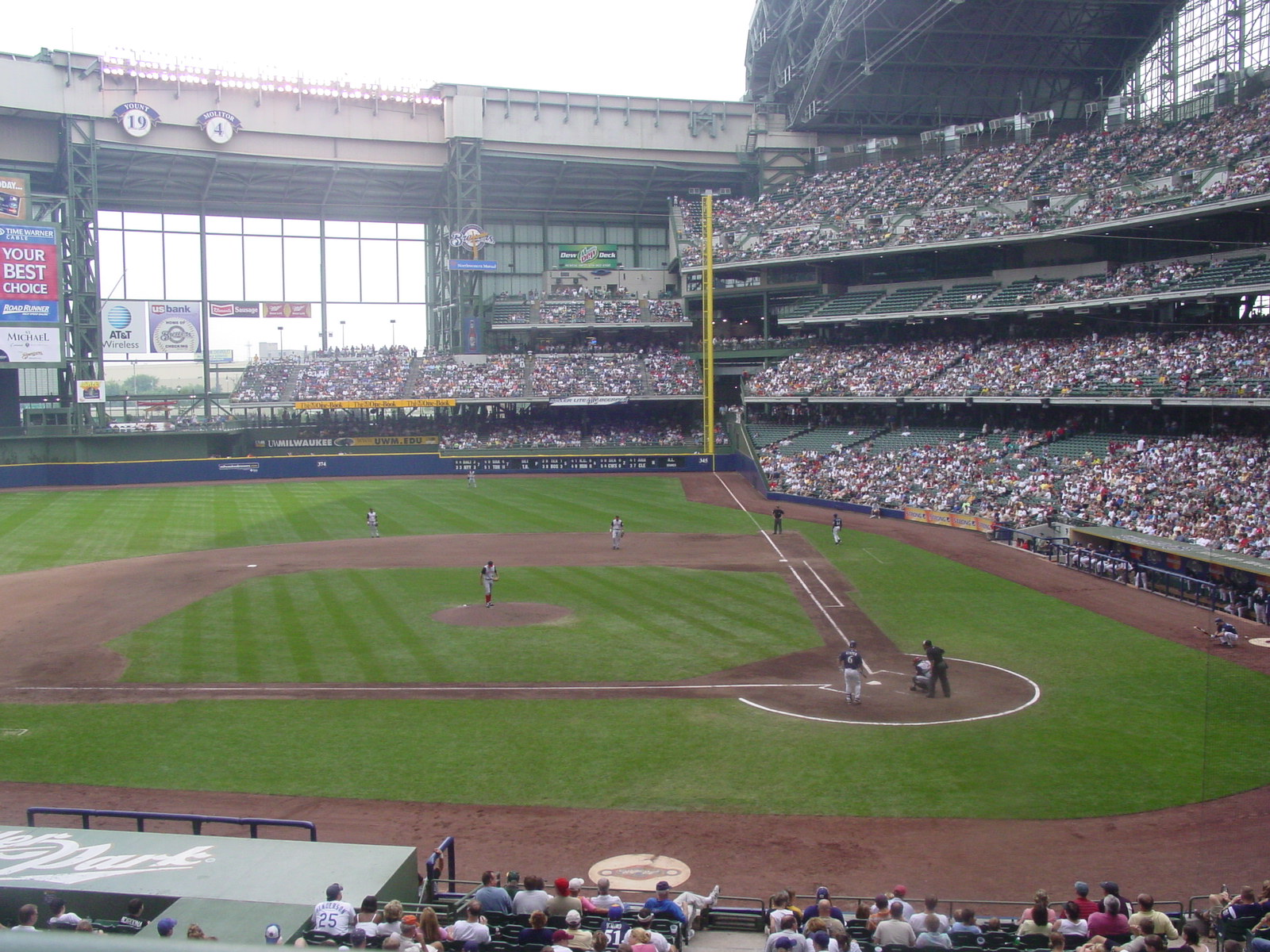
ميلر بارك هو ملعب ميلووكي بروورز في دوري البيسبول

يمثل نادي ميلووكي بروورز للبيسبول الولاية بالدوري الرئيسي، ويلعب منذ عام 2001 في ملعب ميلر بارك المبني بعد هدم ملعب مقاطعة ميلووكي. في عام 1982، فاز بروورز بطولة الدوري الاميركي في أكثر مواسمه نجاحاً. وانتقل الفريق من الدوري الاميركي إلى الرابطة الوطنية بدءاً من موسم 1998. قبل بروورز، كان يمثل ميلووكي فريقان سابقان في الدوري الرئيسي. الفريق الأول كان يسمى أيضاً بروورز، ولعب موسماً واحدا فقط في الدوري الاميركي المؤسس حديثاً في عام 1901 قبل أن ينتقل إلى سانت لويس ويصبح اسمه براونس، وهو الآن نادي بالتيمور أوريولز. وكانت ميلووكي أيضاً مقراً لنادي البريفس عندما انتقل من بوسطن بين عامي 1953-1965، وفاز ببطولة العالم في عام 1957 وبراية الرابطة الوطنية في عام 1958، قبل أن ينتقلوا إلى أتلانتا.
يلعب ميلووكي باكس من الرابطة الوطنية لكرة السلة مبارياته على أرضه في صالة برادلي سنتر. وقد فاز ميلووكي باكس ببطولة الدوري الاميركي للمحترفين في عام 1971.
كما أن الولاية لها أيضا فرق تنشط بدوريات صغيرة في الهوكي (ميلووكي أدميرالس) والبيسبول (ويسكونسن تيمبر رتلرس ومقره في أبليتون وبلويت سنابرس من الفئة (A) في الدوريات الصغرى). ويسكونسن هي أيضا موطن لماديسون ملاردس، ولاكروس لوغرس وليكشور شينوك، وأو كلير إكسبرس، غرين باي بولفروغ، كينوشا كنغفش، ويسكونسن وودهوكس، ويسكونسن رابيدز رافترز من دوري نورث وودز، دوري كل النجوم الجامعي الصيفي. بالإضافة إلى باكرز، غرين باي هي أيضاً موطن لفريق كرة القدم في الصالات المغلقة غرين باي بليزر ويلعب في دوري كرة القدم الأمريكية بالصالات. الولاية هي موطن بطل دوري كرة القدم بالصالات لست مرات ميلووكي ويفس.
لدى ويسكونسن أيضا العديد من البرامج الرياضية الجامعية، منها ويسكونسن بادجرس من جامعة ويسكونسن-ماديسون، وبانثرس من جامعة ويسكونسن ميلووكي. قاد باري ألفاريز مدرب ويسكونسن بادجرس لكرة القدم الأمريكية البادجرس لإحراز ثلاث بطولات روز بول، اثنتان منهما متتاليتان في عامي 1999 و 2000. فاز فريق البادجرس لكرة السلة للرجال بلقب الدوري الوطني عام 1941 وخاض النصف النهائي أعوام 2000، 2014 و 2015. حقق البادجرس بطولة مزدوجة تاريخية في عام 2006 عندما فاز فريقا الرجال والنساء المرأة للهوكي باللقبين الوطنيين.
ماركيت غولدن إيغلز من اتحاد الشرق الكبير، هو برنامج جامعي رئيسي آخر في الولاية، معروف بفريق كرة السلة للرجال، فقد فاز ببطولة الرابطة الوطنية لرياضة الجامعات (NCAA) في عام 1977 تحت إشراف المدرب أل ماغواير. وعاد الفريق إلى الدور قبل النهائي سنة 2003.
تتنافس العديد من المدارس الأخرى بمنظومة جامعة ويسكونسن في اتحاد كليات ويسكونسن الرياضي على مستوى القسم الثالث للرابطة الوطنية لرياضة الجامعات. الاتحاد هو أحد الأنجح في البلاد، حاملا 107 بطولات وطنية NCAA في 15 رياضة مختلفة في 30 مارس 2015.
يتكون شبه المحترف الشمالية دوري النخبة لكرة القدم العديد من فرق ويسكونسن. ويتكون الدوري حتى المهنية السابقة، جماعية، واللاعبين في المدرسة الثانوية. فرق من ويسكونسن وتشمل: المصارعون غرين باي من غرين باي، والقوة وادي فوكس في أبليتون، وكيمبرلي العاصفة في كيمبرلي، ويسكونسن اسبرطة الوسطى في اوسو، أو كلير كرش وشبوا فالي بريدتورس من أو كلير، وبحيرة سوبيريور الغضب من العليا. ويضم الدوري أيضا فرق في ميشيغان ومينيسوتا. تلعب فرق من مايو حتى أغسطس.
ويسكونسن هي موطن لأقدم حلبة سباقات في العالم. وتقع حلبة ميلووكي مايل في أرض معرض ولاية ويسكنسون في وست ألس، أقيمت فيها سباقات قبل إنديانابولس 500 بكثير.
ويسكونسن هي موطن لأقدم مضمار الدراجات في البلاد في كينوشا حيث أقيمت السباقات سنوياً منذ العام 1927.
بلدة كولر هي موطن نادي وسلن ستريتس للغولف التي استضاف بطولة الرابطة الأمريكية للاعبي الغولف المحترفين (بي جي ايه) في أعوام 2004، 2010 و 2015، وسوف يستضيف مسابقة كأس رايدر للغولف بين الولايات المتحدة وأوروبا في عام 2020. بطولة ميلووكي الكبرى المفتوحة، التي سميت فيما بعد بطولة يو إس بنك في ميلووكي، دورة من جولات بي جي ايه بين أعوام 1968-2009 كانت تقام سنوياً في بلدة براون دير.

## مشاهير
من مشاهير ويسكونسن:
- جوزيف مكارثي سياسي، غراند تشوت
- جين ديكسون رائي، ميدفورد
- كريس فارلي ممثل، ماديسون
- إريك هايدن متزلج سرعة، ماديسون
- هاري هوديني ساحر، أبليتون
- جورج كينان دبلوماسي، ميلووكي
- فريدريك مارس ممثل، راسين
- جورجيا أوكيفي رسامة، صن براري
- وليام رينكويست فقيه قانوني، ميلووكي
- جينا رولاندز ممثلة، كامبريا
- سبنسر تريسي ممثل، ميلووكي
- ثورستين فيبلين اقتصادي، بلدة كاتو
- أورسون ويلز ممثل ومنتج، كينوشا
- ليه بول موسيقي، ووكيشا
- دون أميتشي ممثل، كينوشا
- روي تشابمان أندروز مستكشف، بيلويت
- جون باردين مخترع، ماديسون
- ويليم دافو ممثل، أبليتون
- واو ريان دافي سياسي، ميلواكي
- روس فينغولد سياسي، جاينسفيل
- أل جارو مغني، ميلواكي
- سكايلر غري مغنية، 	مازومني
- منى سيمبسون روائية وكاتبة، غرين باي
- بوتش فيغ موسيقي، فيروكوا
- بول راين سياسي، جاينسفيل
- فرانك لويد رايت معماري، ريتشلند سنتر
- لورا إنغالز وايلدر مؤلفة، بيبين
- كاري كات منادية بمنح المرأة حق الإ قتراع، ريبون
- إلن كوربي ممثلة، راسين
- وليام ديفو ممثل، أبليتون
- تاين دالي ممثلة، ماديسون
- أوغست درلث مؤلف، سوك سيتي
- زونا غيل مؤلف، بورتدج
- وودي هيرمان قائد فرقة، ميلووكي
- لوريتا سل هيلدغارد مغنية، أدل
- توماس هولس ممثل، وايت ووتر
- بي وي كنغ مغني، أبرامز
- روبرت لا فولت سياسي، بريمروز
- يبيريس عازف البيانو، ويست أليس
- ألين لودن مضيفة تلفزيون، منيرل بوينت
- ألفريد لونت ممثل، ميلووكي
- جاكي ماسون كوميدي، شيبويجان
- تشارلز وجون رينغلينغ رجال الأعمال السيرك، بارابو
- بات اوبراين ممثل، ميلووكي
- إيمي بيتز ممثلة، أوك كريك
- شارلوت راي ممثلة، ميلووكي
- توم سنايدر مذيع، ميلووكي
- ثورنتون وايلدر مؤلف، ماديسون
- تشارلز وننغر ممثل، آثن
- بوب أوكر لاعب بيسبول، ميلووكي

## وصلات خارجية
- ويسكونسن (PDF) (خريطة). حكومة الولايات المتحدة. مؤرشف من الأصل (PDF) في 2019-04-12. {{استشهاد بكتاب}}: |عمل= تُجوهل (مساعدة)
- "ولاية ويسكونسن" (الموقع الرسمي). مؤرشف من الأصل في 2016-04-01.
- "رموز ولاية ويسكونسن". ولاية ويسكونسن. مؤرشف من الأصل في 2017-01-05. {{استشهاد بدورية محكمة}}: الاستشهاد بدورية محكمة يطلب |دورية محكمة= (مساعدة)
- "سلطة ولاية ويسكونسن التشريعية". مؤرشف من الأصل في 2020-02-12.
- "النظام القضائي". ويسكونسن. مؤرشف من الأصل في 2020-02-03. {{استشهاد بدورية محكمة}}: الاستشهاد بدورية محكمة يطلب |دورية محكمة= (مساعدة)
- "حقائق عن ولاية ويسكونسن". وزارة الزراعة الأمريكية. مؤرشف من الأصل في 2020-03-08. {{استشهاد بدورية محكمة}}: الاستشهاد بدورية محكمة يطلب |دورية محكمة= (مساعدة)
- بيانات صحية وديموغرافية عن ويسكونسن كونسورتيوم لاكروس للعلوم الصحية الطبية
- لمحة عن الطاقة في ويسكونسن - بيانات بيئية اقتصادية وعن الطاقة إدارة معلومات الطاقة الأمريكية
- مجتمع ويسكونسن التاريخي
- مقتنيات ولاية ويسكونسن من مركز المقتنيات الرقمي بجامعة ويسكونسن
- ميراث التعبير الحر في ويسكونسن
- إدارة السياحة في ويسكونسن
- "السفر عبر النقل العام"، معلومات السفر، إدارة مواصلات ويسكونسن.
- معلومات جغرافية متعلقة بويسكونسن على خريطة الشارع المفتوح
- ويسكونسن على مشروع الدليل المفتوح
- ويسكونسن (خرائط)، مكتبة الجمعية الجغرافية الأمريكية، مؤرشف من الأصل في 2020-03-08.

| سبقه أيوا | قائمة الولايات الأمريكية حسب تاريخ إعلان الولاية Admitted في 29 مايو، 1848 (الثلاثون) | تبعه كاليفورنيا |